# PSV in het seizoen 2018/19 (mannen)
Het seizoen 2018/19 is het 106e jaar in het bestaan van PSV. De Eindhovense voetbalclub nam in deze jaargang voor het 63e opeenvolgende jaar deel aan de Eredivisie en aan de toernooien om de TOTO KNVB Beker en de Champions League.
Per 1 juni 2018 vertrok de technisch directeur Marcel Brands naar Everton na acht seizoenen dienstverband. John de Jong is zijn opvolger. Op 22 juni 2018 werd bekend dat hoofdtrainer Phillip Cocu en assistent-trainer Chris van der Weerden met ingang van dit seizoen gingen vertrekken naar Fenerbahçe. Zij werden na vijf seizoenen trainerschap opgevolgd door de nieuwe hoofdtrainer Mark van Bommel en de nieuwe assistent-trainer Jürgen Dirkx. Op 26 juni 2018 werd bekend dat Reinier Robbemond de nieuwe assistent-trainer is. Hierdoor moest assistent-trainer Ruud Brood na drie seizoenen de club verlaten.
PSV kwam dit seizoen in de play-off voorronde van de Champions League uit. PSV won de tweeluik tegen het Wit-Russische BATE Borisov met een totaalscore van 6 – 2 (3 – 2 uitoverwinning en een 3 – 0 thuisoverwinning) en plaatste zich voor de groepsfase van de Champions League. In de groepsfase eindigde PSV als laatste in de groep van FC Barcelona, Tottenham Hotspur en Internazionale en was uitgespeeld in Europa voor de winterstop.
PSV eindigde dit seizoen als tweede in de competitie achter Ajax met drie punten achterstand. Tot en met speelronde 28 stond PSV als koploper, maar moest het daarna aan Ajax afstaan wegens het verspelen van te veel punten in de tweede seizoenshelft. PSV kon daarna Ajax niet meer inhalen. In de KNVB Beker werd PSV uitgeschakeld in de tweede ronde. PSV verloor na de verlenging met 2 – 3 van RKC Waalwijk.

## Selectie
| Nr.           | Nat.                   | Naam               | Geb. dat.  | Bij PSV | Contract tot juli | Vorige club              | Bedrag       | Positie     | Notitie                               |         |
| Keepers       | Keepers                | Keepers            | Keepers    | Keepers | Keepers           | Keepers                  | Keepers      | Keepers     | Keepers                               | Keepers |
| ------------- | ---------------------- | ------------------ | ---------- | ------- | ----------------- | ------------------------ | ------------ | ----------- | ------------------------------------- | ------- |
| 1             | Vlag van Nederland     | Jeroen Zoet        | 06-01-1991 | 2012    | 2021              | RKC Waalwijk             | -            | K           | Eigen jeugd; Nederlands international |         |
| 13            | Vlag van Curaçao       | Eloy Room          | 06-02-1989 | 2017    | 2019              | Vitesse                  | € 400.000    | K           | Curaçaos international                |         |
| 31            | Vlag van Nederland     | Yanick van Osch    | 24-03-1997 | 2015    | 2020              | Eigen jeugd              | -            | K           | Eigen jeugd; Nederland –21            |         |
| Verdedigers   |                        |                    |            |         |                   |                          |              |             |                                       |         |
| 3             | Vlag van Australië     | Aziz Behich        | 16-12-1990 | 2018    | 2022              | Bursaspor                | € 1.700.000  | LV          | Australisch international             |         |
| 4             | Vlag van Nederland     | Nick Viergever     | 03-08-1989 | 2018    | 2022              | Ajax                     | -            | LV, CV      | Nederlands international              |         |
| 5             | Vlag van Duitsland     | Daniel Schwaab     | 23-08-1988 | 2016    | 2019              | VfB Stuttgart            | -            | CV          |                                       |         |
| 6             | Vlag van Spanje        | Angeliño           | 04-01-1997 | 2018    | 2023              | Manchester City          | € 5.000.000  | LV          |                                       |         |
| 15            | Vlag van Nederland     | Armando Obispo     | 05-03-1999 | 2016    | 2021              | Eigen jeugd              | -            | CV          | Eigen jeugd; Nederland –21            |         |
| 20            | Vlag van Australië     | Trent Sainsbury    | 05-01-1992 | 2018    | 2021              | Jiangsu Suning FC        | -            | CV          | Australisch international             |         |
| 22            | Vlag van Nederland     | Denzel Dumfries    | 18-04-1996 | 2018    | 2023              | sc Heerenveen            | € 5.500.000  | RV          | Nederlands international              |         |
| Middenvelders |                        |                    |            |         |                   |                          |              |             |                                       |         |
| 7             | Vlag van Uruguay       | Gastón Pereiro     | 11-06-1995 | 2015    | 2020              | Nacional                 | € 7.000.000  | CAM, RA, LA | Uruguayaans international             |         |
| 8             | Vlag van Nederland     | Jorrit Hendrix     | 06-02-1995 | 2013    | 2021              | Eigen jeugd              | -            | LV, VM, CV  | Eigen jeugd; Nederlands international |         |
| 16            | Vlag van België        | Dante Rigo         | 11-12-1998 | 2016    | 2020              | Eigen jeugd              | -            | CM          | Eigen jeugd                           |         |
| 18            | Vlag van Nederland     | Pablo Rosario      | 07-01-1997 | 2016    | 2023              | Almere City FC           | -            | CM          | Nederlands international              |         |
| 23            | Vlag van Nederland     | Bart Ramselaar     | 29-06-1996 | 2016    | 2021              | FC Utrecht               | € 4.750.000  | CM          | Nederlands international              |         |
| 25            | Vlag van Mexico        | Érick Gutiérrez    | 15-06-1995 | 2018    | 2023              | CF Pachuca               | € 6.000.000  | CM          | Mexicaans international               |         |
| 30            | Vlag van Nieuw-Zeeland | Ryan Thomas        | 20-12-1994 | 2018    | 2022              | PEC Zwolle               | € 2.750.000  | CM          | Nieuw-Zeelands international          |         |
| 32            | Vlag van Tsjechië      | Michal Sadílek     | 31-05-1999 | 2016    | 2020              | Eigen jeugd              | -            | CM          | Eigen jeugd                           |         |
| 47            | Vlag van Brazilië      | Mauro Júnior       | 06-05-1999 | 2017    | 2022              | Desportivo Brasil        | -            | AM, RA, LA  |                                       |         |
| 52            | Vlag van Nederland     | Mohamed Ihattaren  | 12-02-2002 | 2019    | 2022              | Eigen jeugd              | -            | AM, CM      | Eigen jeugd                           |         |
| Aanvallers    |                        |                    |            |         |                   |                          |              |             |                                       |         |
| 9             | Vlag van Nederland     | Luuk de Jong       | 27-08-1990 | 2014    | 2021              | Borussia Mönchengladbach | € 5.500.000  | SP          | Nederlands international              |         |
| 10            | Vlag van Argentinië    | Maximiliano Romero | 09-01-1999 | 2018    | 2023              | Vélez Sarsfield          | € 10.500.000 | SP          |                                       |         |
| 11            | Vlag van Mexico        | Hirving Lozano     | 30-07-1995 | 2017    | 2023              | CF Pachuca               | € 8.000.000  | LA, RA      | Mexicaans international               |         |
| 14            | Vlag van Nederland     | Donyell Malen      | 19-01-1999 | 2017    | 2020              | Arsenal                  | -            | SP, LA, RA  | Nederland –21                         |         |
| 17            | Vlag van Nederland     | Steven Bergwijn    | 08-10-1997 | 2014    | 2022              | Eigen jeugd              | -            | LA, RA      | Eigen jeugd; Nederlands international |         |
| 19            | Vlag van Nederland     | Cody Gakpo         | 07-05-1999 | 2016    | 2022              | Eigen jeugd              | -            | LA          | Eigen jeugd; Nederland –21            |         |

## Staf eerste elftal
Technische staf
|                    | Naam              | Functie            | Contract tot |
| ------------------ | ----------------- | ------------------ | ------------ |
| Vlag van Nederland | Mark van Bommel   | Hoofdtrainer/Coach | 30 juni 2021 |
| Vlag van Nederland | Jürgen Dirkx      | Assistent-trainer  | 30 juni 2021 |
| Vlag van Nederland | Reinier Robbemond | Assistent-trainer  | 30 juni 2021 |
| Vlag van Nederland | Ruud Hesp         | Keeperstrainer     | 30 juni 2020 |

Begeleidende staf
|                    | Naam                | Functie              |
| ------------------ | ------------------- | -------------------- |
| Vlag van Nederland | Mart van den Heuvel | Teammanager          |
| Vlag van Nederland | Egid Kiesouw        | Fysieke Trainer      |
| Vlag van Nederland | Luc van Agt         | Inspanningsfysioloog |
| Vlag van Nederland | Wim Rip             | Video-analist        |
| Vlag van Nederland | John Feskens        | Analist              |
| Vlag van Nederland | Rob Ouderland       | Fysiotherapeut       |
| Vlag van Nederland | Leon Peters         | Fysiotherapeut       |
| Vlag van Nederland | Maarten Gozeling    | Fysiotherapeut       |
| Vlag van Nederland | Eddy Pepels         | Verzorger            |
| Vlag van Nederland | Marcel Hover        | Materiaalverzorger   |
| Vlag van Nederland | Adri van Dooren     | Materiaalverzorger   |
| Vlag van Nederland | Wart van Zoest      | Medisch Manager      |
| Vlag van Nederland | Stijn Indeherberge  | Clubarts             |

Overige staf
|                    | Naam          | Functie                 |
| ------------------ | ------------- | ----------------------- |
| Vlag van Nederland | Ernest Faber  | Hoofd Jeugdafdeling     |
| Vlag van Nederland | Thijs Slegers | Manager perszaken       |
| Vlag van Nederland | Guus Pennings | Hoofd Marketing & Media |

## Transfers
Voor recente transfers bekijk: Lijst van Eredivisie transfers zomer 2018/19

Voor recente transfers bekijk: Lijst van Eredivisie transfers winter 2018/19
Aangetrokken
|                        | Naam               | Positie      | Oude club         | Land       | Per              | Transfersom  |
|                        | Transfers          | Transfers    | Transfers         | Transfers  | Transfers        | Transfers    |
| ---------------------- | ------------------ | ------------ | ----------------- | ---------- | ---------------- | ------------ |
| Vlag van Spanje        | Angeliño           | Verdediger   | Manchester City   | Engeland   | 1 juli 2018      | € 5.500.000  |
| Vlag van Nederland     | Denzel Dumfries    | Verdediger   | sc Heerenveen     | Nederland  | 1 juli 2018      | € 5.500.000  |
| Vlag van Argentinië    | Maximiliano Romero | Aanvaller    | Vélez Sarsfield   | Argentinië | 1 juli 2018      | € 10.500.000 |
| Vlag van Duitsland     | Lars Unnerstall    | Doelman      | VVV-Venlo         | Nederland  | 1 juli 2018      | Transfervrij |
| Vlag van Nederland     | Nick Viergever     | Verdediger   | Ajax              | Nederland  | 1 juli 2018      | Transfervrij |
| Vlag van Australië     | Trent Sainsbury    | Verdediger   | Jiangsu Suning FC | China      | 7 augustus 2018  | Transfervrij |
| Vlag van Nieuw-Zeeland | Ryan Thomas        | Middenvelder | PEC Zwolle        | Nederland  | 14 augustus 2018 | € 2.750.000  |
| Vlag van Australië     | Aziz Behich        | Verdediger   | Bursaspor         | Turkije    | 31 augustus 2018 | € 1.700.000  |
| Vlag van Mexico        | Érick Gutiérrez    | Middenvelder | CF Pachuca        | Mexico     | 31 augustus 2018 | € 6.000.000  |
|                        | Terug van verhuur  |              |                   |            |                  |              |
| Vlag van Nederland     | Jordy de Wijs      | Verdediger   | Excelsior         | Nederland  | 1 juli 2018      | -            |
| Vlag van Nederland     | Hidde Jurjus       | Doelman      | Roda JC Kerkrade  | Nederland  | 1 juli 2018      | -            |

Vertrokken
|                    | Naam                   | Positie      | Nieuwe club         | Land      | Per              | Transfersom  |
|                    | Transfers              | Transfers    | Transfers           | Transfers | Transfers        | Transfers    |
| ------------------ | ---------------------- | ------------ | ------------------- | --------- | ---------------- | ------------ |
| Vlag van Nederland | Joshua Brenet          | Verdediger   | TSG 1899 Hoffenheim | Duitsland | 1 juli 2018      | € 5.000.000  |
| Vlag van Nederland | Jordy de Wijs          | Verdediger   | Hull City           | Engeland  | 11 juli 2018     | € 400.000    |
| Vlag van Colombia  | Santiago Arias         | Verdediger   | Atlético Madrid     | Spanje    | 31 juli 2018     | € 11.500.000 |
| Vlag van IJsland   | Albert Guðmundsson     | Aanvaller    | AZ                  | Nederland | 14 augustus 2018 | € 1.800.000  |
| Vlag van Frankrijk | Nicolas Isimat-Mirin   | Verdediger   | Beşiktaş JK         | Turkije   | 6 januari 2019   | € 350.000    |
| Vlag van Zweden    | Ramon Pascal Lundqvist | Middenvelder | NAC Breda           | Nederland | 17 januari 2019  | Transfervrij |
|                    | Was gehuurd            |              |                     |           |                  |              |
| Vlag van Nederland | Marco van Ginkel       | Middenvelder | Chelsea FC          | Engeland  | 1 juli 2018      | -            |
|                    | Verhuurd               |              |                     |           |                  |              |
| Vlag van Nederland | Hidde Jurjus           | Doelman      | De Graafschap       | Nederland | 1 juli 2018      | n.v.t.       |
| Vlag van Nederland | Luuk Koopmans          | Doelman      | MVV Maastricht      | Nederland | 1 juli 2018      | n.v.t.       |
| Vlag van Nederland | Sam Lammers            | Aanvaller    | sc Heerenveen       | Nederland | 1 juli 2018      | n.v.t.       |
| Vlag van Nederland | Kenneth Paal           | Verdediger   | PEC Zwolle          | Nederland | 1 juli 2018      | n.v.t.       |
| Vlag van Duitsland | Lars Unnerstall        | Doelman      | VVV-Venlo           | Nederland | 1 juli 2018      | n.v.t.       |
| Vlag van Nederland | Derrick Luckassen      | Verdediger   | Hertha BSC          | Duitsland | 28 augustus 2018 | n.v.t.       |

## Tenue
| Thuis | Alternatief thuis | Uit | Alternatief uit | Derde tenue | Alternatief derde tenue |

## Voorbereiding
| 7 juli 2018, 16:00 uur                                                      | RSC Anderlecht                                                 | 5 – 3 (1 – 2) | PSV                                  | Opstelling RSC Anderlecht | Opstelling PSV |  |
| Stadion: Belgian Football Center, Tubeke, België Toeschouwers: 0 (besloten) | Musona 5' Gerkens 46' Abazaj 47' Dimata 65' (pen.) Santini 81' |               | 10' De Jong 22' Pereiro 49' Bergwijn | Didillon (De Jong '70), Josué Sá (Appiah '70), Bornauw (Delcroix '70), Milić (Danté '70), Cobbaut (Obradović '70), Gerkens (Kayembe '70), Saelemaekers (Sowah '70), Makarenko (Amuzu '70), Dimata (Santini '70), Morioka (Sambi Lokonga '46), Musona (Abazaj '46) | Eerste helft: Room, Dumfries, Luckassen, Isimat-Mirin, Obispo, Rigo, Ramselaar, Lundqvist, Pereiro, De Jong, Malen Tweede helft: Van Osch, Teze, Schwaab, Duarte, Angeliño, Rosario, Verreth, Mauro Júnior, Piroe, Gakpo, Bergwijn |  |
| Stadion: Belgian Football Center, Tubeke, België Toeschouwers: 0 (besloten) |                                                                |               |                                      | Didillon (De Jong '70), Josué Sá (Appiah '70), Bornauw (Delcroix '70), Milić (Danté '70), Cobbaut (Obradović '70), Gerkens (Kayembe '70), Saelemaekers (Sowah '70), Makarenko (Amuzu '70), Dimata (Santini '70), Morioka (Sambi Lokonga '46), Musona (Abazaj '46) | Eerste helft: Room, Dumfries, Luckassen, Isimat-Mirin, Obispo, Rigo, Ramselaar, Lundqvist, Pereiro, De Jong, Malen Tweede helft: Van Osch, Teze, Schwaab, Duarte, Angeliño, Rosario, Verreth, Mauro Júnior, Piroe, Gakpo, Bergwijn |  |
| Stadion: Belgian Football Center, Tubeke, België Toeschouwers: 0 (besloten) |                                                                |               |                                      | Didillon (De Jong '70), Josué Sá (Appiah '70), Bornauw (Delcroix '70), Milić (Danté '70), Cobbaut (Obradović '70), Gerkens (Kayembe '70), Saelemaekers (Sowah '70), Makarenko (Amuzu '70), Dimata (Santini '70), Morioka (Sambi Lokonga '46), Musona (Abazaj '46) | Eerste helft: Room, Dumfries, Luckassen, Isimat-Mirin, Obispo, Rigo, Ramselaar, Lundqvist, Pereiro, De Jong, Malen Tweede helft: Van Osch, Teze, Schwaab, Duarte, Angeliño, Rosario, Verreth, Mauro Júnior, Piroe, Gakpo, Bergwijn |  |
|                                                                             |                                                                |               |                                      | | |  |

| 14 juli 2018, 15:00 uur                        | PSV          | 1 – 1 (1 – 0) | Xamax Neuchâtel | Opstelling PSV | Opstelling Xamax Neuchâtel |  |
| Stadion: Stade Saint-Marc, Bagnes, Zwitserland | Bergwijn 19' |               | 59' Xhemajli    | Eerste helft: Room, Dumfries, Luckassen, Isimat-Mirin, Angeliño, Ramselaar, Rigo, Pereiro, Malen, De Jong, Bergwijn Tweede helft: Room, Teze, Schwaab, Obispo, Sadílek, Rosario, Mauro Júnior, Duarte, Verreth, Romero (Piroe '76), Gakpo | Walthert (Minder '71), Le Pogam, Đurić (Qela '82), Sejmenovic (Xhemajli '46), Gomes, Tréand (Mulaj '60), Doudin (Corbaz '65), Di Nardo (Veloso '65), Koné (Ramizi '46 ), Nuzzolo (Çiçek '60), Karlen (Nimani '65) |  |
| Stadion: Stade Saint-Marc, Bagnes, Zwitserland |              |               |                 | Eerste helft: Room, Dumfries, Luckassen, Isimat-Mirin, Angeliño, Ramselaar, Rigo, Pereiro, Malen, De Jong, Bergwijn Tweede helft: Room, Teze, Schwaab, Obispo, Sadílek, Rosario, Mauro Júnior, Duarte, Verreth, Romero (Piroe '76), Gakpo | Walthert (Minder '71), Le Pogam, Đurić (Qela '82), Sejmenovic (Xhemajli '46), Gomes, Tréand (Mulaj '60), Doudin (Corbaz '65), Di Nardo (Veloso '65), Koné (Ramizi '46 ), Nuzzolo (Çiçek '60), Karlen (Nimani '65) |  |
| Stadion: Stade Saint-Marc, Bagnes, Zwitserland |              |               |                 | Eerste helft: Room, Dumfries, Luckassen, Isimat-Mirin, Angeliño, Ramselaar, Rigo, Pereiro, Malen, De Jong, Bergwijn Tweede helft: Room, Teze, Schwaab, Obispo, Sadílek, Rosario, Mauro Júnior, Duarte, Verreth, Romero (Piroe '76), Gakpo | Walthert (Minder '71), Le Pogam, Đurić (Qela '82), Sejmenovic (Xhemajli '46), Gomes, Tréand (Mulaj '60), Doudin (Corbaz '65), Di Nardo (Veloso '65), Koné (Ramizi '46 ), Nuzzolo (Çiçek '60), Karlen (Nimani '65) |  |
|                                                |              |               |                 | | |  |

| 18 juli 2018, 19:00 uur                                                             | Galatasaray | 1 – 3 (0 – 1) | PSV                              | Opstelling Galatasaray | Opstelling PSV |  |
| Stadion: Stade de Chailly, Montreux, Zwitserland Scheidsrechter: Sven Wolfensberger | Linnes 65'  |               | 41' Bergwijn 59' Malen 78' Gakpo | Çipe, Linnes, Maicon, Çalık, Carole, Donk, İnan (Gümüş '60), Fernando , Mendes Rodrigues (Onyekuru '66), Feghouli (Çelik '60), Gomis (Derdiyok '76) | Zoet, Dumfries (Teze '73), Schwaab (Obispo '73), Viergever (Isimat-Mirin '46), Angeliño (Sadílek '73), Ramselaar (Hendrix '61), Rosario (Rigo '73), Pereiro (Mauro Júnior '73), Malen (Verreth '73), De Jong (Piroe '73), Bergwijn (Gakpo '73) |  |
| Stadion: Stade de Chailly, Montreux, Zwitserland Scheidsrechter: Sven Wolfensberger |             |               |                                  | Çipe, Linnes, Maicon, Çalık, Carole, Donk, İnan (Gümüş '60), Fernando , Mendes Rodrigues (Onyekuru '66), Feghouli (Çelik '60), Gomis (Derdiyok '76) | Zoet, Dumfries (Teze '73), Schwaab (Obispo '73), Viergever (Isimat-Mirin '46), Angeliño (Sadílek '73), Ramselaar (Hendrix '61), Rosario (Rigo '73), Pereiro (Mauro Júnior '73), Malen (Verreth '73), De Jong (Piroe '73), Bergwijn (Gakpo '73) |  |
| Stadion: Stade de Chailly, Montreux, Zwitserland Scheidsrechter: Sven Wolfensberger |             |               |                                  | Çipe, Linnes, Maicon, Çalık, Carole, Donk, İnan (Gümüş '60), Fernando , Mendes Rodrigues (Onyekuru '66), Feghouli (Çelik '60), Gomis (Derdiyok '76) | Zoet, Dumfries (Teze '73), Schwaab (Obispo '73), Viergever (Isimat-Mirin '46), Angeliño (Sadílek '73), Ramselaar (Hendrix '61), Rosario (Rigo '73), Pereiro (Mauro Júnior '73), Malen (Verreth '73), De Jong (Piroe '73), Bergwijn (Gakpo '73) |  |
|                                                                                     |             |               |                                  | | |  |

| 24 juli 2018, 19:00 uur                                                                              | PSV                                    | 4 – 0 (0 – 0) | Olympiakos Piraeus | Opstelling PSV | Opstelling Olympiakos Piraeus |  |
| Stadion: Sportpark Parkzicht (van UDI '19), Uden Toeschouwers: 2.600 Scheidsrechter: Jochem Kamphuis | De Jong 68', 71' Schwaab 76' Malen 79' |               |                    | Zoet, Dumfries (Teze '45+1), Luckassen (Rigo '73), Viergever (Isimat-Mirin '61), Angeliño (Sadílek '80), Hendrix (Schwaab '46), Rosario (Obispo '80), Pereiro (Duarte '80), Malen (Guðmundsson '80), De Jong (Piroe '80), Bergwijn (Gakpo '80) | Gianniotis, Tsimikas, Bouchalakis (Hajsafi '70), Vuković (Cissé '70), Elabdellaoui (Masouras '84), Miranda, Camara (Androutsos '76), Vrousai (Ansarifard '61), Fortounis (Pardo '70), Podence (Fetfatzidis '70), Guerrero (Christodoulopoulos '61) |  |
| Stadion: Sportpark Parkzicht (van UDI '19), Uden Toeschouwers: 2.600 Scheidsrechter: Jochem Kamphuis |                                        |               |                    | Zoet, Dumfries (Teze '45+1), Luckassen (Rigo '73), Viergever (Isimat-Mirin '61), Angeliño (Sadílek '80), Hendrix (Schwaab '46), Rosario (Obispo '80), Pereiro (Duarte '80), Malen (Guðmundsson '80), De Jong (Piroe '80), Bergwijn (Gakpo '80) | Gianniotis, Tsimikas, Bouchalakis (Hajsafi '70), Vuković (Cissé '70), Elabdellaoui (Masouras '84), Miranda, Camara (Androutsos '76), Vrousai (Ansarifard '61), Fortounis (Pardo '70), Podence (Fetfatzidis '70), Guerrero (Christodoulopoulos '61) |  |
| Stadion: Sportpark Parkzicht (van UDI '19), Uden Toeschouwers: 2.600 Scheidsrechter: Jochem Kamphuis |                                        |               |                    | Zoet, Dumfries (Teze '45+1), Luckassen (Rigo '73), Viergever (Isimat-Mirin '61), Angeliño (Sadílek '80), Hendrix (Schwaab '46), Rosario (Obispo '80), Pereiro (Duarte '80), Malen (Guðmundsson '80), De Jong (Piroe '80), Bergwijn (Gakpo '80) | Gianniotis, Tsimikas, Bouchalakis (Hajsafi '70), Vuković (Cissé '70), Elabdellaoui (Masouras '84), Miranda, Camara (Androutsos '76), Vrousai (Ansarifard '61), Fortounis (Pardo '70), Podence (Fetfatzidis '70), Guerrero (Christodoulopoulos '61) |  |
| |                                        |               |                    | | |  |

| 28 juli 2018, 19:00 uur                                                                | PSV                            | 2 – 1 (2 – 1) | Valencia CF | Opstelling PSV | Opstelling Valencia CF |  |
| Stadion: Philips Stadion, Eindhoven Toeschouwers: 24.000 Scheidsrechter: Siemen Mulder | De Jong 34' Pereiro 41' (pen.) |               | 25' Soler   | Zoet, Dumfries (Teze '90), Schwaab, Viergever (Luckassen '90), Angeliño, Hendrix, Rosario (Rigo '90), Pereiro, Malen (Lozano '69), De Jong, Bergwijn | Neto (Domènech '46), Gayà (Lato '25), Garay (Vezo '62), Piccini (Montoya '66), Murillo (Diakhaby '46), Soler (Račić '63), Kondogbia (Lee '72), Wass, Parejo (Torres '63), Rodrigo (Zaza '63), Mina (Escobar '72) |  |
| Stadion: Philips Stadion, Eindhoven Toeschouwers: 24.000 Scheidsrechter: Siemen Mulder |                                |               |             | Zoet, Dumfries (Teze '90), Schwaab, Viergever (Luckassen '90), Angeliño, Hendrix, Rosario (Rigo '90), Pereiro, Malen (Lozano '69), De Jong, Bergwijn | Neto (Domènech '46), Gayà (Lato '25), Garay (Vezo '62), Piccini (Montoya '66), Murillo (Diakhaby '46), Soler (Račić '63), Kondogbia (Lee '72), Wass, Parejo (Torres '63), Rodrigo (Zaza '63), Mina (Escobar '72) |  |
| Stadion: Philips Stadion, Eindhoven Toeschouwers: 24.000 Scheidsrechter: Siemen Mulder |                                |               |             | Zoet, Dumfries (Teze '90), Schwaab, Viergever (Luckassen '90), Angeliño, Hendrix, Rosario (Rigo '90), Pereiro, Malen (Lozano '69), De Jong, Bergwijn | Neto (Domènech '46), Gayà (Lato '25), Garay (Vezo '62), Piccini (Montoya '66), Murillo (Diakhaby '46), Soler (Račić '63), Kondogbia (Lee '72), Wass, Parejo (Torres '63), Rodrigo (Zaza '63), Mina (Escobar '72) |  |
|                                                                                        |                                |               |             | | |  |

| 11 januari 2019, 13:00 uur                                                  | PSV                          | 2 – 1 (0 – 0, 0 – 0) | Club Brugge | Opstelling PSV | Opstelling Club Brugge |  |
| Stadion: Aspire Academy, Doha, Qatar                                        | Piroe 68' Pereiro 70' (pen.) |                      | 71' Vanaken | Eerste & tweede helft: Zoet, Dumfries, Schwaab, Viergever, Angeliño, Rosario, Hendrix, Gutiérrez (Ihattaren '46), Bergwijn, De Jong, Malen Derde helft: Room, Ramselaar, Teze, Obispo, Sadílek, Mauro Júnior, Verreth, Pereiro, Aboukhlal, Piroe, Gakpo | Horvath (Letica '31 (Hubert '61)), Cools, Nakamba (Vanaken '61), Decarli, Mata (Ngonge '75), Rits, Amrabat, Vormer (Mechele '61), Dennis (Diatta '61), Openda, Schrijvers |  |
| Stadion: Aspire Academy, Doha, Qatar                                        |                              |                      |             | Eerste & tweede helft: Zoet, Dumfries, Schwaab, Viergever, Angeliño, Rosario, Hendrix, Gutiérrez (Ihattaren '46), Bergwijn, De Jong, Malen Derde helft: Room, Ramselaar, Teze, Obispo, Sadílek, Mauro Júnior, Verreth, Pereiro, Aboukhlal, Piroe, Gakpo | Horvath (Letica '31 (Hubert '61)), Cools, Nakamba (Vanaken '61), Decarli, Mata (Ngonge '75), Rits, Amrabat, Vormer (Mechele '61), Dennis (Diatta '61), Openda, Schrijvers |  |
| Stadion: Aspire Academy, Doha, Qatar                                        |                              |                      |             | Eerste & tweede helft: Zoet, Dumfries, Schwaab, Viergever, Angeliño, Rosario, Hendrix, Gutiérrez (Ihattaren '46), Bergwijn, De Jong, Malen Derde helft: Room, Ramselaar, Teze, Obispo, Sadílek, Mauro Júnior, Verreth, Pereiro, Aboukhlal, Piroe, Gakpo | Horvath (Letica '31 (Hubert '61)), Cools, Nakamba (Vanaken '61), Decarli, Mata (Ngonge '75), Rits, Amrabat, Vormer (Mechele '61), Dennis (Diatta '61), Openda, Schrijvers |  |
| Bijz.: De wedstrijd werd gespeeld in drie helften met 30 minuten per helft. |                              |                      |             | | |  |

## Johan Cruijff Schaal
| 4 augustus 2018, 18:00 uur | PSV                                                                  | 0 – 0 5 – 6 pen. | Feyenoord                                                             | Opstelling PSV | Opstelling Feyenoord |  |
| Stadion: Philips Stadion, Eindhoven Toeschouwers: 31.000 Scheidsrechter: Serdar Gözübüyük Video-assistent: Danny Makkelie |                                                                      |                  |                                                                       | Zoet, Dumfries, Schwaab, Viergever, Angeliño , Rosario, Pereiro, Hendrix, Bergwijn (Mauro Júnior '83), De Jong , Malen (Lozano '59) | Bijlow, St. Juste (Nieuwkoop '85), Botteghin, Van der Heijden, Verdonk , Clasie ( '84), Toornstra (Amrabat '62), Vilhena, Berghuis, Van Persie (Vente '84), Larsson |  |
| Stadion: Philips Stadion, Eindhoven Toeschouwers: 31.000 Scheidsrechter: Serdar Gözübüyük Video-assistent: Danny Makkelie | Pen.-serie                                                           |                  |                                                                       | Zoet, Dumfries, Schwaab, Viergever, Angeliño , Rosario, Pereiro, Hendrix, Bergwijn (Mauro Júnior '83), De Jong , Malen (Lozano '59) | Bijlow, St. Juste (Nieuwkoop '85), Botteghin, Van der Heijden, Verdonk , Clasie ( '84), Toornstra (Amrabat '62), Vilhena, Berghuis, Van Persie (Vente '84), Larsson |  |
| Stadion: Philips Stadion, Eindhoven Toeschouwers: 31.000 Scheidsrechter: Serdar Gözübüyük Video-assistent: Danny Makkelie | Pereiro Hendrix Schwaab De Jong Lozano Mauro Júnior Angeliño Rosario |                  | Van der Heijden Berghuis Vente Larsson Vilhena Verdonk Amrabat Clasie | Zoet, Dumfries, Schwaab, Viergever, Angeliño , Rosario, Pereiro, Hendrix, Bergwijn (Mauro Júnior '83), De Jong , Malen (Lozano '59) | Bijlow, St. Juste (Nieuwkoop '85), Botteghin, Van der Heijden, Verdonk , Clasie ( '84), Toornstra (Amrabat '62), Vilhena, Berghuis, Van Persie (Vente '84), Larsson |  |
| Bijz.: Direct na de 90 minuten werd de wedstrijd zonder verlenging beslist door middel van een strafschoppenserie. De strafschoppenserie werd genomen volgens het ABBA-principe. Feyenoord begon als eerste met de strafschoppenserie. |                                                                      |                  |                                                                       | | |  |

## Eredivisie

### Wedstrijden

#### Augustus
| Speelronde 1: 11 augustus 2018, 20:45 uur                                                                           | PSV                                              | 4 – 0 (1 – 0) | FC Utrecht | Opstelling PSV | Opstelling FC Utrecht |  |
| Stadion: Philips Stadion, Eindhoven Toeschouwers: 33.100 Scheidsrechter: Bas Nijhuis Video-assistent: Dennis Higler | Pereiro 16' Bergwijn 57' Lozano 77' Dumfries 80' |               |            | Zoet, Dumfries, Schwaab, Viergever, Angeliño, Rosario (Rigo '67), Pereiro (Romero '81), Hendrix , Bergwijn (Malen '86), De Jong , Lozano | Jensen, Troupée (Van Overeem '71), Leeuwin, Janssen , Van der Maarel , Guwara, Klaiber, Gustafson, Emanuelson (Gavory '81), Van de Streek, Kerk (Dessers '59) |  |
| Stadion: Philips Stadion, Eindhoven Toeschouwers: 33.100 Scheidsrechter: Bas Nijhuis Video-assistent: Dennis Higler |                                                  |               |            | Zoet, Dumfries, Schwaab, Viergever, Angeliño, Rosario (Rigo '67), Pereiro (Romero '81), Hendrix , Bergwijn (Malen '86), De Jong , Lozano | Jensen, Troupée (Van Overeem '71), Leeuwin, Janssen , Van der Maarel , Guwara, Klaiber, Gustafson, Emanuelson (Gavory '81), Van de Streek, Kerk (Dessers '59) |  |
| Stadion: Philips Stadion, Eindhoven Toeschouwers: 33.100 Scheidsrechter: Bas Nijhuis Video-assistent: Dennis Higler |                                                  |               |            | Zoet, Dumfries, Schwaab, Viergever, Angeliño, Rosario (Rigo '67), Pereiro (Romero '81), Hendrix , Bergwijn (Malen '86), De Jong , Lozano | Jensen, Troupée (Van Overeem '71), Leeuwin, Janssen , Van der Maarel , Guwara, Klaiber, Gustafson, Emanuelson (Gavory '81), Van de Streek, Kerk (Dessers '59) |  |
| |                                                  |               |            | | |  |

| Speelronde 2: 18 augustus 2018, 20:45 uur                                                                                     | Fortuna Sittard | 1 – 2 (0 – 1) | PSV                 | Opstelling Fortuna Sittard | Opstelling PSV |  |
| Stadion: Fortuna Sittard Stadion, Sittard Toeschouwers: 11.135 Scheidsrechter: Pol van Boekel Video-assistent: Danny Makkelie | Novakovich 61'  |               | 33' Lozano 90' Rigo | Koșelev, Essers, Dammers , Heerings, Pinto , El Messaoudi (Stokkers '81), Diemers, Smeets, Semedo (Hutten '79), Novakovich, Vlijter (Vidigal '46) | Zoet, Dumfries, Schwaab, Viergever, Angeliño, Rosario (Rigo '66), Pereiro (Mauro Júnior '83), Hendrix, Lozano (Malen '66), De Jong , Bergwijn |  |
| Stadion: Fortuna Sittard Stadion, Sittard Toeschouwers: 11.135 Scheidsrechter: Pol van Boekel Video-assistent: Danny Makkelie |                 |               |                     | Koșelev, Essers, Dammers , Heerings, Pinto , El Messaoudi (Stokkers '81), Diemers, Smeets, Semedo (Hutten '79), Novakovich, Vlijter (Vidigal '46) | Zoet, Dumfries, Schwaab, Viergever, Angeliño, Rosario (Rigo '66), Pereiro (Mauro Júnior '83), Hendrix, Lozano (Malen '66), De Jong , Bergwijn |  |
| Stadion: Fortuna Sittard Stadion, Sittard Toeschouwers: 11.135 Scheidsrechter: Pol van Boekel Video-assistent: Danny Makkelie |                 |               |                     | Koșelev, Essers, Dammers , Heerings, Pinto , El Messaoudi (Stokkers '81), Diemers, Smeets, Semedo (Hutten '79), Novakovich, Vlijter (Vidigal '46) | Zoet, Dumfries, Schwaab, Viergever, Angeliño, Rosario (Rigo '66), Pereiro (Mauro Júnior '83), Hendrix, Lozano (Malen '66), De Jong , Bergwijn |  |
| |                 |               |                     | | |  |

| Speelronde 3: 25 augustus 2018, 20:45 uur                                                                            | PEC Zwolle     | 1 – 2 (0 – 1) | PSV                | Opstelling PEC Zwolle | Opstelling PSV |  |
| Stadion: MAC³PARK stadion, Zwolle Toeschouwers: 13.255 Scheidsrechter: Björn Kuipers Video-assistent: Pol van Boekel | Van Crooij 48' |               | 41', 90+3' De Jong | Van der Hart, Ehizibue ( '52), Lachman, Van den Berg, Van Polen (Paal '52), Genreau (Flemming '65), Dekker (Hamer '82), Leemans, Namli, Van Duinen, Van Crooij | Zoet, Dumfries (Teze '75), Schwaab, Viergever , Angeliño, Rigo (Malen '81), Pereiro (Mauro Júnior '66), Hendrix, Lozano, De Jong , Bergwijn |  |
| Stadion: MAC³PARK stadion, Zwolle Toeschouwers: 13.255 Scheidsrechter: Björn Kuipers Video-assistent: Pol van Boekel |                |               |                    | Van der Hart, Ehizibue ( '52), Lachman, Van den Berg, Van Polen (Paal '52), Genreau (Flemming '65), Dekker (Hamer '82), Leemans, Namli, Van Duinen, Van Crooij | Zoet, Dumfries (Teze '75), Schwaab, Viergever , Angeliño, Rigo (Malen '81), Pereiro (Mauro Júnior '66), Hendrix, Lozano, De Jong , Bergwijn |  |
| Stadion: MAC³PARK stadion, Zwolle Toeschouwers: 13.255 Scheidsrechter: Björn Kuipers Video-assistent: Pol van Boekel |                |               |                    | Van der Hart, Ehizibue ( '52), Lachman, Van den Berg, Van Polen (Paal '52), Genreau (Flemming '65), Dekker (Hamer '82), Leemans, Namli, Van Duinen, Van Crooij | Zoet, Dumfries (Teze '75), Schwaab, Viergever , Angeliño, Rigo (Malen '81), Pereiro (Mauro Júnior '66), Hendrix, Lozano, De Jong , Bergwijn |  |
| |                |               |                    | | |  |

#### September
| Speelronde 4: 1 september 2018, 19:45 uur                                                                             | PSV                                                                | 6 – 1 (4 – 0) | Willem II | Opstelling PSV | Opstelling Willem II |  |
| Stadion: Philips Stadion, Eindhoven Toeschouwers: 33.300 Scheidsrechter: Jochem Kamphuis Video-assistent: Bas Nijhuis | Hendrix 7' Bergwijn 13', 72' Pereiro 35' (pen.) Viergever 44', 49' |               | 46' Sol   | Zoet, Dumfries, Schwaab, Viergever (Sainsbury '57), Angeliño, Rosario, Pereiro (Malen '65), Hendrix, Bergwijn, De Jong , Lozano (Ramselaar '78) | Wellenreuther, Dankerlui, Lewis , Heerkens , Palacios , Llonch, Akkaynak (Lieftink '46), Crowley (Vurnon Anita '75), Özbiliz , Sol, Avdijaj |  |
| Stadion: Philips Stadion, Eindhoven Toeschouwers: 33.300 Scheidsrechter: Jochem Kamphuis Video-assistent: Bas Nijhuis |                                                                    |               |           | Zoet, Dumfries, Schwaab, Viergever (Sainsbury '57), Angeliño, Rosario, Pereiro (Malen '65), Hendrix, Bergwijn, De Jong , Lozano (Ramselaar '78) | Wellenreuther, Dankerlui, Lewis , Heerkens , Palacios , Llonch, Akkaynak (Lieftink '46), Crowley (Vurnon Anita '75), Özbiliz , Sol, Avdijaj |  |
| Stadion: Philips Stadion, Eindhoven Toeschouwers: 33.300 Scheidsrechter: Jochem Kamphuis Video-assistent: Bas Nijhuis |                                                                    |               |           | Zoet, Dumfries, Schwaab, Viergever (Sainsbury '57), Angeliño, Rosario, Pereiro (Malen '65), Hendrix, Bergwijn, De Jong , Lozano (Ramselaar '78) | Wellenreuther, Dankerlui, Lewis , Heerkens , Palacios , Llonch, Akkaynak (Lieftink '46), Crowley (Vurnon Anita '75), Özbiliz , Sol, Avdijaj |  |
| |                                                                    |               |           | | |  |

| Speelronde 5: 15 september 2018, 18:30 uur                                                                              | ADO Den Haag | 0 – 7 (0 – 2) | PSV                                                                                         | Opstelling ADO Den Haag | Opstelling PSV |  |
| Stadion: Cars Jeans Stadion, Den Haag Toeschouwers: 14.519 Scheidsrechter: Bas Nijhuis Video-assistent: Jochem Kamphuis |              |               | 18', 73' Lozano 45+2' De Jong 54' (pen.), 90+5' (pen.) Pereiro 75' Gutiérrez 90+2' Bergwijn | Groothuizen, Troupée, Beugelsdijk (N. Kuipers '64), Kanon, Meijers (B. Kuipers '57), Malone, El Khayati, Immers ( '57), Becker, Necid, Hooi (Lorenzen '76) | Zoet, Dumfries (Behich '79), Schwaab, Viergever, Angeliño, Rosario (Gutiérrez '70), Pereiro, Hendrix, Bergwijn, De Jong , Lozano (Malen '76) |  |
| Stadion: Cars Jeans Stadion, Den Haag Toeschouwers: 14.519 Scheidsrechter: Bas Nijhuis Video-assistent: Jochem Kamphuis |              |               |                                                                                             | Groothuizen, Troupée, Beugelsdijk (N. Kuipers '64), Kanon, Meijers (B. Kuipers '57), Malone, El Khayati, Immers ( '57), Becker, Necid, Hooi (Lorenzen '76) | Zoet, Dumfries (Behich '79), Schwaab, Viergever, Angeliño, Rosario (Gutiérrez '70), Pereiro, Hendrix, Bergwijn, De Jong , Lozano (Malen '76) |  |
| Stadion: Cars Jeans Stadion, Den Haag Toeschouwers: 14.519 Scheidsrechter: Bas Nijhuis Video-assistent: Jochem Kamphuis |              |               |                                                                                             | Groothuizen, Troupée, Beugelsdijk (N. Kuipers '64), Kanon, Meijers (B. Kuipers '57), Malone, El Khayati, Immers ( '57), Becker, Necid, Hooi (Lorenzen '76) | Zoet, Dumfries (Behich '79), Schwaab, Viergever, Angeliño, Rosario (Gutiérrez '70), Pereiro, Hendrix, Bergwijn, De Jong , Lozano (Malen '76) |  |
| |              |               |                                                                                             | | |  |

| Speelronde 6: 23 september 2018, 16:45 uur                                                                           | PSV                                | 3 – 0 (3 – 0) | Ajax | Opstelling PSV | Opstelling Ajax |  |
| Stadion: Philips Stadion, Eindhoven Toeschouwers: 35.000 Scheidsrechter: Danny Makkelie Video-assistent: Bas Nijhuis | Pereiro 21' De Jong 24' Lozano 35' |               |      | Zoet, Dumfries, Schwaab, Viergever, Angeliño, Rosario, Pereiro (Gutiérrez '70), Hendrix, Bergwijn (Malen '79), De Jong , Lozano (Ramselaar '87) | Onana, Mazraoui, De Jong, Blind, Tagliafico, Schöne (Van de Beek '46), Tadić , Eiting, Ziyech , Huntelaar (Dolberg '46), Neres (Gravenberch '83) |  |
| Stadion: Philips Stadion, Eindhoven Toeschouwers: 35.000 Scheidsrechter: Danny Makkelie Video-assistent: Bas Nijhuis |                                    |               |      | Zoet, Dumfries, Schwaab, Viergever, Angeliño, Rosario, Pereiro (Gutiérrez '70), Hendrix, Bergwijn (Malen '79), De Jong , Lozano (Ramselaar '87) | Onana, Mazraoui, De Jong, Blind, Tagliafico, Schöne (Van de Beek '46), Tadić , Eiting, Ziyech , Huntelaar (Dolberg '46), Neres (Gravenberch '83) |  |
| Stadion: Philips Stadion, Eindhoven Toeschouwers: 35.000 Scheidsrechter: Danny Makkelie Video-assistent: Bas Nijhuis |                                    |               |      | Zoet, Dumfries, Schwaab, Viergever, Angeliño, Rosario, Pereiro (Gutiérrez '70), Hendrix, Bergwijn (Malen '79), De Jong , Lozano (Ramselaar '87) | Onana, Mazraoui, De Jong, Blind, Tagliafico, Schöne (Van de Beek '46), Tadić , Eiting, Ziyech , Huntelaar (Dolberg '46), Neres (Gravenberch '83) |  |
| |                                    |               |      | | |  |

| Speelronde 7: 29 september 2018, 18:30 uur                                                                             | NAC Breda | 0 – 2 (0 – 0) | PSV                     | Opstelling NAC Breda | Opstelling PSV |  |
| Stadion: Rat Verlegh Stadion, Breda Toeschouwers: 18.926 Scheidsrechter: Dennis Higler Video-assistent: Christiaan Bax |           |               | 48' De Jong 90+2' Malen | Van Leer, Sporkslede, Koch , Mets (El Allouchi '88), Carolina, Nijholt (Korte '72), Mühren, Kali, Rosheuvel , Te Vrede , Kastaneer | Zoet , Dumfries, Schwaab, Viergever, Angeliño, Rosario , Pereiro (Malen '63), Hendrix, Bergwijn (Mauro Júnior '90+3), De Jong , Lozano (Ramselaar '84) |  |
| Stadion: Rat Verlegh Stadion, Breda Toeschouwers: 18.926 Scheidsrechter: Dennis Higler Video-assistent: Christiaan Bax |           |               |                         | Van Leer, Sporkslede, Koch , Mets (El Allouchi '88), Carolina, Nijholt (Korte '72), Mühren, Kali, Rosheuvel , Te Vrede , Kastaneer | Zoet , Dumfries, Schwaab, Viergever, Angeliño, Rosario , Pereiro (Malen '63), Hendrix, Bergwijn (Mauro Júnior '90+3), De Jong , Lozano (Ramselaar '84) |  |
| Stadion: Rat Verlegh Stadion, Breda Toeschouwers: 18.926 Scheidsrechter: Dennis Higler Video-assistent: Christiaan Bax |           |               |                         | Van Leer, Sporkslede, Koch , Mets (El Allouchi '88), Carolina, Nijholt (Korte '72), Mühren, Kali, Rosheuvel , Te Vrede , Kastaneer | Zoet , Dumfries, Schwaab, Viergever, Angeliño, Rosario , Pereiro (Malen '63), Hendrix, Bergwijn (Mauro Júnior '90+3), De Jong , Lozano (Ramselaar '84) |  |
| |           |               |                         | | |  |

#### Oktober
| Speelronde 8: 6 oktober 2018, 19:45 uur                                                                                   | PSV                                                | 4 – 0 (1 – 0) | VVV-Venlo | Opstelling PSV | Opstelling VVV-Venlo |  |
| Stadion: Philips Stadion, Eindhoven Toeschouwers: 33.800 Scheidsrechter Siemen Mulder Video-assistent: Edwin van de Graaf | Lozano 34', 90+2' (pen.) De Jong 64' Gutiérrez 87' |               |           | Zoet, Dumfries, Sainsbury, Viergever, Angeliño (Behich '80), Rosario, Pereiro (Gutiérrez '70), Hendrix, Lozano, De Jong , Bergwijn (Malen '90+3) | Unnerstall, Rutten, Promes (R. Janssen '56), Röseler, Kum (Van Bruggen '90), Seuntjens, Post , Sušić, Opoku, Grot, Joosten (Mlapa '63) |  |
| Stadion: Philips Stadion, Eindhoven Toeschouwers: 33.800 Scheidsrechter Siemen Mulder Video-assistent: Edwin van de Graaf |                                                    |               |           | Zoet, Dumfries, Sainsbury, Viergever, Angeliño (Behich '80), Rosario, Pereiro (Gutiérrez '70), Hendrix, Lozano, De Jong , Bergwijn (Malen '90+3) | Unnerstall, Rutten, Promes (R. Janssen '56), Röseler, Kum (Van Bruggen '90), Seuntjens, Post , Sušić, Opoku, Grot, Joosten (Mlapa '63) |  |
| Stadion: Philips Stadion, Eindhoven Toeschouwers: 33.800 Scheidsrechter Siemen Mulder Video-assistent: Edwin van de Graaf |                                                    |               |           | Zoet, Dumfries, Sainsbury, Viergever, Angeliño (Behich '80), Rosario, Pereiro (Gutiérrez '70), Hendrix, Lozano, De Jong , Bergwijn (Malen '90+3) | Unnerstall, Rutten, Promes (R. Janssen '56), Röseler, Kum (Van Bruggen '90), Seuntjens, Post , Sušić, Opoku, Grot, Joosten (Mlapa '63) |  |
| |                                                    |               |           | | |  |

| Speelronde 9: 20 oktober 2018, 18:30 uur                                                                          | PSV                                                        | 6 – 0 (4 – 0) | FC Emmen | Opstelling PSV | Opstelling FC Emmen |  |
| Stadion: Philips Stadion, Eindhoven Toeschouwers: 34.200 Scheidsrechter: Bas Nijhuis Video-assistent: Erwin Blank | Pereiro 12', 42' De Jong 29', 36' Gutiérrez 79' Lozano 88' |               |          | Zoet, Dumfries (Behich '57), Schwaab, Viergever, Angeliño, Rosario , Pereiro , Hendrix (Gutiérrez '46), Lozano, De Jong , Bergwijn (Malen '77) | Scherpen, Klok ( '63), Veendorp, Bakker, Cavlan , Bannink, Bijl, Ben Moussa (De Vos ‘71), Chacón, Jansen (Slagveer ‘63), Arias (Suliman ‘88) |  |
| Stadion: Philips Stadion, Eindhoven Toeschouwers: 34.200 Scheidsrechter: Bas Nijhuis Video-assistent: Erwin Blank |                                                            |               |          | Zoet, Dumfries (Behich '57), Schwaab, Viergever, Angeliño, Rosario , Pereiro , Hendrix (Gutiérrez '46), Lozano, De Jong , Bergwijn (Malen '77) | Scherpen, Klok ( '63), Veendorp, Bakker, Cavlan , Bannink, Bijl, Ben Moussa (De Vos ‘71), Chacón, Jansen (Slagveer ‘63), Arias (Suliman ‘88) |  |
| Stadion: Philips Stadion, Eindhoven Toeschouwers: 34.200 Scheidsrechter: Bas Nijhuis Video-assistent: Erwin Blank |                                                            |               |          | Zoet, Dumfries (Behich '57), Schwaab, Viergever, Angeliño, Rosario , Pereiro , Hendrix (Gutiérrez '46), Lozano, De Jong , Bergwijn (Malen '77) | Scherpen, Klok ( '63), Veendorp, Bakker, Cavlan , Bannink, Bijl, Ben Moussa (De Vos ‘71), Chacón, Jansen (Slagveer ‘63), Arias (Suliman ‘88) |  |
| |                                                            |               |          | | |  |

| Speelronde 10: 27 oktober 2018, 19:45 uur                                                                                                  | FC Groningen         | 1 – 2 (1 – 1) | PSV                      | Opstelling FC Groningen | Opstelling PSV |  |
| Stadion: Hitachi Capital Mobility Stadion, Groningen Toeschouwers: 18.445 Scheidsrechter: Danny Makkelie Video-assistent: Serdar Gözübüyük | Memišević 42' (pen.) |               | 45+1' Malen 86' Dumfries | Padt, Zeefuik, Te Wierik , Chabot, Handwerker (Mendes Moreira '90+2), Doan, Memišević, Reis , Warmerdam, Pohl (Freriks '84), Cassierra (Antuna '90+1) | Zoet, Dumfries, Schwaab, Viergever, Angeliño, Rosario, Pereiro (Mauro Júnior '80), Hendrix (Gutiérrez '67), Lozano, De Jong , Malen (Verreth '89) |  |
| Stadion: Hitachi Capital Mobility Stadion, Groningen Toeschouwers: 18.445 Scheidsrechter: Danny Makkelie Video-assistent: Serdar Gözübüyük |                      |               |                          | Padt, Zeefuik, Te Wierik , Chabot, Handwerker (Mendes Moreira '90+2), Doan, Memišević, Reis , Warmerdam, Pohl (Freriks '84), Cassierra (Antuna '90+1) | Zoet, Dumfries, Schwaab, Viergever, Angeliño, Rosario, Pereiro (Mauro Júnior '80), Hendrix (Gutiérrez '67), Lozano, De Jong , Malen (Verreth '89) |  |
| Stadion: Hitachi Capital Mobility Stadion, Groningen Toeschouwers: 18.445 Scheidsrechter: Danny Makkelie Video-assistent: Serdar Gözübüyük |                      |               |                          | Padt, Zeefuik, Te Wierik , Chabot, Handwerker (Mendes Moreira '90+2), Doan, Memišević, Reis , Warmerdam, Pohl (Freriks '84), Cassierra (Antuna '90+1) | Zoet, Dumfries, Schwaab, Viergever, Angeliño, Rosario, Pereiro (Mauro Júnior '80), Hendrix (Gutiérrez '67), Lozano, De Jong , Malen (Verreth '89) |  |
| |                      |               |                          | | |  |

#### November
| Speelronde 11: 3 november 2018, 18:30 uur                                                                                | PSV         | 1 – 0 (0 – 0) | Vitesse | Opstelling PSV | Opstelling Vitesse |  |
| Stadion: Philips Stadion, Eindhoven Toeschouwers: 34.100 Scheidsrechter: Serdar Gözübüyük Video-assistent: Dennis Higler | De Jong 69' |               |         | Zoet, Dumfries , Schwaab, Viergever, Angeliño, Rosario, Pereiro, Hendrix, Lozano (Ramselaar '90+3), De Jong , Bergwijn (Malen '84) | Carvalho, Karavajev, Doekhi '14, Clarke-Salter, Clark (Büttner '90+2), Bero, Serero (Gong '84), Foor (Thelander '18), Ødegaard , Darfalou, Linssen |  |
| Stadion: Philips Stadion, Eindhoven Toeschouwers: 34.100 Scheidsrechter: Serdar Gözübüyük Video-assistent: Dennis Higler |             |               |         | Zoet, Dumfries , Schwaab, Viergever, Angeliño, Rosario, Pereiro, Hendrix, Lozano (Ramselaar '90+3), De Jong , Bergwijn (Malen '84) | Carvalho, Karavajev, Doekhi '14, Clarke-Salter, Clark (Büttner '90+2), Bero, Serero (Gong '84), Foor (Thelander '18), Ødegaard , Darfalou, Linssen |  |
| Stadion: Philips Stadion, Eindhoven Toeschouwers: 34.100 Scheidsrechter: Serdar Gözübüyük Video-assistent: Dennis Higler |             |               |         | Zoet, Dumfries , Schwaab, Viergever, Angeliño, Rosario, Pereiro, Hendrix, Lozano (Ramselaar '90+3), De Jong , Bergwijn (Malen '84) | Carvalho, Karavajev, Doekhi '14, Clarke-Salter, Clark (Büttner '90+2), Bero, Serero (Gong '84), Foor (Thelander '18), Ødegaard , Darfalou, Linssen |  |
| |             |               |         | | |  |

| Speelronde 12: 10 november 2018, 19:45 uur                                                                         | De Graafschap | 1 – 4 (1 – 2) | PSV                                     | Opstelling De Graafschap | Opstelling PSV                                                                                                  |  |
| Stadion: De Vijverberg, Doetinchem Toeschouwers: 12.313 Scheidsrechter: Kevin Blom Video-assistent: Christiaan Bax | El Jebli 20'  |               | 18', 87' De Jong 27' Bergwijn 77' Malen | Jurjus, Owusu, Straalman, S. Nieuwpoort , L. Nieuwpoort (Van de Pavert '69), Tutuarima, Bakker, Klaasen, El Jebli (Van Mieghem '69), Narsingh (Nijland '73 ), Serrarens | Zoet, Dumfries, Schwaab, Viergever, Angeliño, Rosario, Pereiro (Malen '61), Hendrix, Lozano, De Jong , Bergwijn |  |
| Stadion: De Vijverberg, Doetinchem Toeschouwers: 12.313 Scheidsrechter: Kevin Blom Video-assistent: Christiaan Bax |               |               |                                         | Jurjus, Owusu, Straalman, S. Nieuwpoort , L. Nieuwpoort (Van de Pavert '69), Tutuarima, Bakker, Klaasen, El Jebli (Van Mieghem '69), Narsingh (Nijland '73 ), Serrarens | Zoet, Dumfries, Schwaab, Viergever, Angeliño, Rosario, Pereiro (Malen '61), Hendrix, Lozano, De Jong , Bergwijn |  |
| Stadion: De Vijverberg, Doetinchem Toeschouwers: 12.313 Scheidsrechter: Kevin Blom Video-assistent: Christiaan Bax |               |               |                                         | Jurjus, Owusu, Straalman, S. Nieuwpoort , L. Nieuwpoort (Van de Pavert '69), Tutuarima, Bakker, Klaasen, El Jebli (Van Mieghem '69), Narsingh (Nijland '73 ), Serrarens | Zoet, Dumfries, Schwaab, Viergever, Angeliño, Rosario, Pereiro (Malen '61), Hendrix, Lozano, De Jong , Bergwijn |  |
| |               |               |                                         | | |  |

| Speelronde 13: 24 november 2018, 20:45 uur                                                                               | PSV                         | 3 – 0 (1 – 0) | sc Heerenveen | Opstelling PSV | Opstelling sc Heerenveen |  |
| Stadion: Philips Stadion, Eindhoven Toeschouwers: 34.100 Scheidsrechter: Pol van Boekel Video-assistent: Allard Lindhout | Lozano 11', 66' De Jong 52' |               |               | Zoet, Dumfries (Behich '74), Schwaab, Viergever, Angeliño, Rosario, Pereiro, Hendrix, Lozano (Gutiérrez '75), De Jong , Bergwijn (Malen '80) | Hahn, Floranus, Høegh , Bulthuis , Pierie, Rienstra, Vlap, Thorsby '37, Van Bergen (Rojas '77), Lammers , Zeneli (Van Amersfoort '87) |  |
| Stadion: Philips Stadion, Eindhoven Toeschouwers: 34.100 Scheidsrechter: Pol van Boekel Video-assistent: Allard Lindhout |                             |               |               | Zoet, Dumfries (Behich '74), Schwaab, Viergever, Angeliño, Rosario, Pereiro, Hendrix, Lozano (Gutiérrez '75), De Jong , Bergwijn (Malen '80) | Hahn, Floranus, Høegh , Bulthuis , Pierie, Rienstra, Vlap, Thorsby '37, Van Bergen (Rojas '77), Lammers , Zeneli (Van Amersfoort '87) |  |
| Stadion: Philips Stadion, Eindhoven Toeschouwers: 34.100 Scheidsrechter: Pol van Boekel Video-assistent: Allard Lindhout |                             |               |               | Zoet, Dumfries (Behich '74), Schwaab, Viergever, Angeliño, Rosario, Pereiro, Hendrix, Lozano (Gutiérrez '75), De Jong , Bergwijn (Malen '80) | Hahn, Floranus, Høegh , Bulthuis , Pierie, Rienstra, Vlap, Thorsby '37, Van Bergen (Rojas '77), Lammers , Zeneli (Van Amersfoort '87) |  |
| |                             |               |               | | |  |

#### December
| Speelronde 14: 2 december 2018, 14:30 uur                                                                                 | Feyenoord                 | 2 – 1 (2 – 0) | PSV          | Opstelling Feyenoord | Opstelling PSV |  |
| Stadion: Stadion Feijenoord, Rotterdam Toeschouwers: 47.500 Scheidsrechter: Serdar Gözübüyük Video-assistent: Bas Nijhuis | Jørgensen 28' Larsson 33' |               | 72' Bergwijn | Bijlow, St. Juste, Van Beek , Van der Heijden, Malacia , Clasie (Ayoub '63), Toornstra, Vilhena, Berghuis ( '63), Jørgensen (Vente '44), Larsson | Zoet, Dumfries, Schwaab, Viergever , Angeliño, Rosario , Pereiro (Malen '46), Hendrix (Gutiérrez '68), Lozano, De Jong , Bergwijn |  |
| Stadion: Stadion Feijenoord, Rotterdam Toeschouwers: 47.500 Scheidsrechter: Serdar Gözübüyük Video-assistent: Bas Nijhuis |                           |               |              | Bijlow, St. Juste, Van Beek , Van der Heijden, Malacia , Clasie (Ayoub '63), Toornstra, Vilhena, Berghuis ( '63), Jørgensen (Vente '44), Larsson | Zoet, Dumfries, Schwaab, Viergever , Angeliño, Rosario , Pereiro (Malen '46), Hendrix (Gutiérrez '68), Lozano, De Jong , Bergwijn |  |
| Stadion: Stadion Feijenoord, Rotterdam Toeschouwers: 47.500 Scheidsrechter: Serdar Gözübüyük Video-assistent: Bas Nijhuis |                           |               |              | Bijlow, St. Juste, Van Beek , Van der Heijden, Malacia , Clasie (Ayoub '63), Toornstra, Vilhena, Berghuis ( '63), Jørgensen (Vente '44), Larsson | Zoet, Dumfries, Schwaab, Viergever , Angeliño, Rosario , Pereiro (Malen '46), Hendrix (Gutiérrez '68), Lozano, De Jong , Bergwijn |  |
| |                           |               |              | | |  |

| Speelronde 15: 7 december 2018, 20:00 uur                                                                                | PSV                                                                                   | 6 – 0 (2 – 0) | Excelsior | Opstelling PSV | Opstelling Excelsior |  |
| Stadion: Philips Stadion, Eindhoven Toeschouwers: 33.100 Scheidsrechter: Jeroen Manschot Video-assistent: Pol van Boekel | De Jong 17', 90+2' Van der Meer 34' (e.d.) Mattheij 52' (e.d.) Malen 80' Bergwijn 89' |               |           | Zoet, Dumfries, Sainsbury , Viergever, Angeliño, Rosario, Gutiérrez, Hendrix (Sadílek '78), Lozano (Malen '72), De Jong , Bergwijn | Stevens (Damen '46), Fortes, Mattheij, Matthys, Van der Meer , Bruins ( '71), Messaoud, Koolwijk (Haspolat '71), Mahmudov, El Hamdaoui , Ómarsson (Burnet '35) |  |
| Stadion: Philips Stadion, Eindhoven Toeschouwers: 33.100 Scheidsrechter: Jeroen Manschot Video-assistent: Pol van Boekel |                                                                                       |               |           | Zoet, Dumfries, Sainsbury , Viergever, Angeliño, Rosario, Gutiérrez, Hendrix (Sadílek '78), Lozano (Malen '72), De Jong , Bergwijn | Stevens (Damen '46), Fortes, Mattheij, Matthys, Van der Meer , Bruins ( '71), Messaoud, Koolwijk (Haspolat '71), Mahmudov, El Hamdaoui , Ómarsson (Burnet '35) |  |
| Stadion: Philips Stadion, Eindhoven Toeschouwers: 33.100 Scheidsrechter: Jeroen Manschot Video-assistent: Pol van Boekel |                                                                                       |               |           | Zoet, Dumfries, Sainsbury , Viergever, Angeliño, Rosario, Gutiérrez, Hendrix (Sadílek '78), Lozano (Malen '72), De Jong , Bergwijn | Stevens (Damen '46), Fortes, Mattheij, Matthys, Van der Meer , Bruins ( '71), Messaoud, Koolwijk (Haspolat '71), Mahmudov, El Hamdaoui , Ómarsson (Burnet '35) |  |
| |                                                                                       |               |           | | |  |

| Speelronde 16: 15 december 2018, 19:45 uur                                                                     | Heracles Almelo | 0 – 4 (0 – 2) | PSV                                                 | Opstelling Heracles Almelo | Opstelling PSV |  |
| Stadion: Polman Stadion, Almelo Toeschouwers: 12.080 Scheidsrechter: Dennis Higler Video-assistent: Joey Kooij |                 |               | 12' Bergwijn 33' Schwaab 79' Dumfries 90+4' Pereiro | Blaswich , Breukers , Rossmann, Sama , Van Hintum (Czyborra '62 '90+2), Duarte (Dos Santos '76), Osman, Peterson (Konings '82), Merkel , Drost '45+2, Kuwas | Zoet, Dumfries, Schwaab, Viergever, Angeliño, Rosario (Malen '73), Gutiérrez, Hendrix (Rigo '88), Bergwijn (Pereiro '85), De Jong , Lozano |  |
| Stadion: Polman Stadion, Almelo Toeschouwers: 12.080 Scheidsrechter: Dennis Higler Video-assistent: Joey Kooij |                 |               |                                                     | Blaswich , Breukers , Rossmann, Sama , Van Hintum (Czyborra '62 '90+2), Duarte (Dos Santos '76), Osman, Peterson (Konings '82), Merkel , Drost '45+2, Kuwas | Zoet, Dumfries, Schwaab, Viergever, Angeliño, Rosario (Malen '73), Gutiérrez, Hendrix (Rigo '88), Bergwijn (Pereiro '85), De Jong , Lozano |  |
| Stadion: Polman Stadion, Almelo Toeschouwers: 12.080 Scheidsrechter: Dennis Higler Video-assistent: Joey Kooij |                 |               |                                                     | Blaswich , Breukers , Rossmann, Sama , Van Hintum (Czyborra '62 '90+2), Duarte (Dos Santos '76), Osman, Peterson (Konings '82), Merkel , Drost '45+2, Kuwas | Zoet, Dumfries, Schwaab, Viergever, Angeliño, Rosario (Malen '73), Gutiérrez, Hendrix (Rigo '88), Bergwijn (Pereiro '85), De Jong , Lozano |  |
| |                 |               |                                                     | | |  |

| Speelronde 17: 22 december 2018, 19:45 uur                                                                          | PSV                                        | 3 – 1 (1 – 1) | AZ            | Opstelling PSV | Opstelling AZ |  |
| Stadion: Philips Stadion, Eindhoven Toeschouwers: 34.300 Scheidsrechter: Pol van Boekel Video-assistent: Kevin Blom | Bergwijn 40' Sadílek 47' Lozano 84' (pen.) |               | 16' Seuntjens | Zoet, Dumfries, Isimat-Mirin, Viergever, Angeliño, Gutiérrez (Malen '86), Pereiro (Sadílek '29 ), Hendrix , Bergwijn (Gakpo '90+2), De Jong , Lozano | Bizot, Svensson (Johnsen '78), Vlaar , Koopmeiners , Ouwejan (Wijndal '78), Midtsjø, Til , Maher, Stengs (Guðmundsson '85), Seuntjens, Idrissi |  |
| Stadion: Philips Stadion, Eindhoven Toeschouwers: 34.300 Scheidsrechter: Pol van Boekel Video-assistent: Kevin Blom |                                            |               |               | Zoet, Dumfries, Isimat-Mirin, Viergever, Angeliño, Gutiérrez (Malen '86), Pereiro (Sadílek '29 ), Hendrix , Bergwijn (Gakpo '90+2), De Jong , Lozano | Bizot, Svensson (Johnsen '78), Vlaar , Koopmeiners , Ouwejan (Wijndal '78), Midtsjø, Til , Maher, Stengs (Guðmundsson '85), Seuntjens, Idrissi |  |
| Stadion: Philips Stadion, Eindhoven Toeschouwers: 34.300 Scheidsrechter: Pol van Boekel Video-assistent: Kevin Blom |                                            |               |               | Zoet, Dumfries, Isimat-Mirin, Viergever, Angeliño, Gutiérrez (Malen '86), Pereiro (Sadílek '29 ), Hendrix , Bergwijn (Gakpo '90+2), De Jong , Lozano | Bizot, Svensson (Johnsen '78), Vlaar , Koopmeiners , Ouwejan (Wijndal '78), Midtsjø, Til , Maher, Stengs (Guðmundsson '85), Seuntjens, Idrissi |  |
| |                                            |               |               | | |  |

#### Januari
| Speelronde 18: 20 januari 2019, 14:30 uur                                                                            | FC Emmen            | 2 – 2 (0 – 1) | PSV                      | Opstelling FC Emmen | Opstelling PSV |  |
| Stadion: De Oude Meerdijk, Emmen Toeschouwers: 8.301 Scheidsrechter: Jochem Kamphuis Video-assistent: Pol van Boekel | Pedersen 80', 90+2' |               | 15' De Jong 71' Angeliño | Scherpen, Klok, Veendorp, Bakker, Cavlan , Bannink (Marinus '79), Bijl, Chacón (Neidhart '87), Jansen , Arias, De Leeuw (Pedersen '78) | Zoet, Dumfries , Schwaab, Viergever, Angeliño, Rosario, Gutiérrez (Malen '70 ), Hendrix, Bergwijn, De Jong , Lozano (Pereiro '87) |  |
| Stadion: De Oude Meerdijk, Emmen Toeschouwers: 8.301 Scheidsrechter: Jochem Kamphuis Video-assistent: Pol van Boekel |                     |               |                          | Scherpen, Klok, Veendorp, Bakker, Cavlan , Bannink (Marinus '79), Bijl, Chacón (Neidhart '87), Jansen , Arias, De Leeuw (Pedersen '78) | Zoet, Dumfries , Schwaab, Viergever, Angeliño, Rosario, Gutiérrez (Malen '70 ), Hendrix, Bergwijn, De Jong , Lozano (Pereiro '87) |  |
| Stadion: De Oude Meerdijk, Emmen Toeschouwers: 8.301 Scheidsrechter: Jochem Kamphuis Video-assistent: Pol van Boekel |                     |               |                          | Scherpen, Klok, Veendorp, Bakker, Cavlan , Bannink (Marinus '79), Bijl, Chacón (Neidhart '87), Jansen , Arias, De Leeuw (Pedersen '78) | Zoet, Dumfries , Schwaab, Viergever, Angeliño, Rosario, Gutiérrez (Malen '70 ), Hendrix, Bergwijn, De Jong , Lozano (Pereiro '87) |  |
| |                     |               |                          | | |  |

| Speelronde 19: 27 januari 2019, 16:45 uur                                                                           | PSV             | 2 – 1 (2 – 1) | FC Groningen | Opstelling PSV | Opstelling FC Groningen |  |
| Stadion: Philips Stadion, Eindhoven Toeschouwers: 33.900 Scheidsrechter: Dennis Higler Video-assistent: Bas Nijhuis | Lozano 15', 19' |               | 34' Reis     | Zoet, Dumfries, Schwaab, Viergever, Angeliño, Rosario, Pereiro (Ihattaren '90+7), Hendrix, Bergwijn, De Jong , Lozano (Malen '45+2 (Sadílek '89)) | Padt, Absalem (Sierhuis '71), Te Wierik , Chabot (Gladon '88), Handwerker, Reis, Bruns , Memišević, Warmerdam, Mahi, Bel Hassani (El Hankouri '60) |  |
| Stadion: Philips Stadion, Eindhoven Toeschouwers: 33.900 Scheidsrechter: Dennis Higler Video-assistent: Bas Nijhuis |                 |               |              | Zoet, Dumfries, Schwaab, Viergever, Angeliño, Rosario, Pereiro (Ihattaren '90+7), Hendrix, Bergwijn, De Jong , Lozano (Malen '45+2 (Sadílek '89)) | Padt, Absalem (Sierhuis '71), Te Wierik , Chabot (Gladon '88), Handwerker, Reis, Bruns , Memišević, Warmerdam, Mahi, Bel Hassani (El Hankouri '60) |  |
| Stadion: Philips Stadion, Eindhoven Toeschouwers: 33.900 Scheidsrechter: Dennis Higler Video-assistent: Bas Nijhuis |                 |               |              | Zoet, Dumfries, Schwaab, Viergever, Angeliño, Rosario, Pereiro (Ihattaren '90+7), Hendrix, Bergwijn, De Jong , Lozano (Malen '45+2 (Sadílek '89)) | Padt, Absalem (Sierhuis '71), Te Wierik , Chabot (Gladon '88), Handwerker, Reis, Bruns , Memišević, Warmerdam, Mahi, Bel Hassani (El Hankouri '60) |  |
| |                 |               |              | | |  |

#### Februari
| Speelronde 20: 3 februari 2019, 14:30 uur                                                                           | PSV                                        | 5 – 0 (1 – 0) | Fortuna Sittard | Opstelling PSV | Opstelling Fortuna Sittard |  |
| Stadion: Philips Stadion, Eindhoven Toeschouwers: 34.400 Scheidsrechter: Kevin Blom Video-assistent: Christiaan Bax | Pereiro 8' De Jong 54', 76', 87' Gakpo 56' |               |                 | Zoet, Dumfries, Schwaab, Viergever, Angeliño , Rosario (Gutiérrez '80), Pereiro, Hendrix, Bergwijn (Ihattaren '66), De Jong , Malen (Gakpo '46) | Koșelev, Essers '32, Rodríguez, Heerings (Dembélé '52), Pinto , Balić (Ciranni '35), El Messaoudi , Smeets, Hutten, Novakovich (Ramírez '80), Diemers |  |
| Stadion: Philips Stadion, Eindhoven Toeschouwers: 34.400 Scheidsrechter: Kevin Blom Video-assistent: Christiaan Bax |                                            |               |                 | Zoet, Dumfries, Schwaab, Viergever, Angeliño , Rosario (Gutiérrez '80), Pereiro, Hendrix, Bergwijn (Ihattaren '66), De Jong , Malen (Gakpo '46) | Koșelev, Essers '32, Rodríguez, Heerings (Dembélé '52), Pinto , Balić (Ciranni '35), El Messaoudi , Smeets, Hutten, Novakovich (Ramírez '80), Diemers |  |
| Stadion: Philips Stadion, Eindhoven Toeschouwers: 34.400 Scheidsrechter: Kevin Blom Video-assistent: Christiaan Bax |                                            |               |                 | Zoet, Dumfries, Schwaab, Viergever, Angeliño , Rosario (Gutiérrez '80), Pereiro, Hendrix, Bergwijn (Ihattaren '66), De Jong , Malen (Gakpo '46) | Koșelev, Essers '32, Rodríguez, Heerings (Dembélé '52), Pinto , Balić (Ciranni '35), El Messaoudi , Smeets, Hutten, Novakovich (Ramírez '80), Diemers |  |
| |                                            |               |                 | | |  |

| Speelronde 21: 10 februari 2019, 16:45 uur                                                                                | FC Utrecht                | 2 – 2 (2 – 0) | PSV              | Opstelling FC Utrecht | Opstelling PSV |  |
| Stadion: Stadion Galgenwaard, Utrecht Toeschouwers: 19.005 Scheidsrechter: Pol van Boekel Video-assistent: Danny Makkelie | Van de Streek 7' Kerk 39' |               | 58', 86' De Jong | Jensen, Klaiber, Letschert, Janssen , Gavory, Van de Streek, Van Overeem, Gustafson , Boussaid (Guwara '82), Kerk, Kramer (Van der Maarel '90+1) | Zoet, Dumfries, Schwaab, Viergever, Angeliño, Rosario, Pereiro (Ihattaren '73), Hendrix, Lozano (Gakpo '69), De Jong , Bergwijn |  |
| Stadion: Stadion Galgenwaard, Utrecht Toeschouwers: 19.005 Scheidsrechter: Pol van Boekel Video-assistent: Danny Makkelie |                           |               |                  | Jensen, Klaiber, Letschert, Janssen , Gavory, Van de Streek, Van Overeem, Gustafson , Boussaid (Guwara '82), Kerk, Kramer (Van der Maarel '90+1) | Zoet, Dumfries, Schwaab, Viergever, Angeliño, Rosario, Pereiro (Ihattaren '73), Hendrix, Lozano (Gakpo '69), De Jong , Bergwijn |  |
| Stadion: Stadion Galgenwaard, Utrecht Toeschouwers: 19.005 Scheidsrechter: Pol van Boekel Video-assistent: Danny Makkelie |                           |               |                  | Jensen, Klaiber, Letschert, Janssen , Gavory, Van de Streek, Van Overeem, Gustafson , Boussaid (Guwara '82), Kerk, Kramer (Van der Maarel '90+1) | Zoet, Dumfries, Schwaab, Viergever, Angeliño, Rosario, Pereiro (Ihattaren '73), Hendrix, Lozano (Gakpo '69), De Jong , Bergwijn |  |
| |                           |               |                  | | |  |

| Speelronde 22: 16 februari 2019, 19:45 uur                                                                                   | sc Heerenveen          | 2 – 2 (2 – 0) | PSV                     | Opstelling sc Heerenveen | Opstelling PSV |  |
| Stadion: Abe Lenstra Stadion, Heerenveen Toeschouwers: 23.522 Scheidsrechter: Jochem Kamphuis Video-assistent: Siemen Mulder | Van Bergen 3' Vlap 25' |               | 59' Pereiro 90+5' Malen | Hahn, Hornkamp (Drešević '79), Høegh ( '40), Pierie , Woudenberg, Rienstra, Vlap , Schaars (Kobayashi '40), Van Bergen, Lammers, Mihajlović (Johnsen '61) | Zoet, Dumfries, Schwaab (Malen '81), Viergever, Angeliño, Rosario, Pereiro (Ihattaren '59), Hendrix, Lozano (Gakpo '46), De Jong , Bergwijn |  |
| Stadion: Abe Lenstra Stadion, Heerenveen Toeschouwers: 23.522 Scheidsrechter: Jochem Kamphuis Video-assistent: Siemen Mulder |                        |               |                         | Hahn, Hornkamp (Drešević '79), Høegh ( '40), Pierie , Woudenberg, Rienstra, Vlap , Schaars (Kobayashi '40), Van Bergen, Lammers, Mihajlović (Johnsen '61) | Zoet, Dumfries, Schwaab (Malen '81), Viergever, Angeliño, Rosario, Pereiro (Ihattaren '59), Hendrix, Lozano (Gakpo '46), De Jong , Bergwijn |  |
| Stadion: Abe Lenstra Stadion, Heerenveen Toeschouwers: 23.522 Scheidsrechter: Jochem Kamphuis Video-assistent: Siemen Mulder |                        |               |                         | Hahn, Hornkamp (Drešević '79), Høegh ( '40), Pierie , Woudenberg, Rienstra, Vlap , Schaars (Kobayashi '40), Van Bergen, Lammers, Mihajlović (Johnsen '61) | Zoet, Dumfries, Schwaab (Malen '81), Viergever, Angeliño, Rosario, Pereiro (Ihattaren '59), Hendrix, Lozano (Gakpo '46), De Jong , Bergwijn |  |
| |                        |               |                         | | |  |

| Speelronde 23: 24 februari 2019, 14:30 uur                                                                          | PSV        | 1 – 1 (0 – 0) | Feyenoord     | Opstelling PSV | Opstelling Feyenoord |  |
| Stadion: Philips Stadion, Eindhoven Toeschouwers: 34.600 Scheidsrechter: Dennis Higler Video-assistent: Bas Nijhuis | Lozano 72' |               | 70' Jørgensen | Zoet, Dumfries, Schwaab, Viergever, Angeliño, Rosario, Pereiro (Gakpo '46), Hendrix (Ihattaren '82), Lozano, De Jong , Bergwijn | Vermeer, Martina, Van Beek '59, Van der Heijden , Verdonk, Clasie , Toornstra (Haps '85), Vilhena , Berghuis, Jørgensen, Larsson (Nieuwkoop '63) |  |
| Stadion: Philips Stadion, Eindhoven Toeschouwers: 34.600 Scheidsrechter: Dennis Higler Video-assistent: Bas Nijhuis |            |               |               | Zoet, Dumfries, Schwaab, Viergever, Angeliño, Rosario, Pereiro (Gakpo '46), Hendrix (Ihattaren '82), Lozano, De Jong , Bergwijn | Vermeer, Martina, Van Beek '59, Van der Heijden , Verdonk, Clasie , Toornstra (Haps '85), Vilhena , Berghuis, Jørgensen, Larsson (Nieuwkoop '63) |  |
| Stadion: Philips Stadion, Eindhoven Toeschouwers: 34.600 Scheidsrechter: Dennis Higler Video-assistent: Bas Nijhuis |            |               |               | Zoet, Dumfries, Schwaab, Viergever, Angeliño, Rosario, Pereiro (Gakpo '46), Hendrix (Ihattaren '82), Lozano, De Jong , Bergwijn | Vermeer, Martina, Van Beek '59, Van der Heijden , Verdonk, Clasie , Toornstra (Haps '85), Vilhena , Berghuis, Jørgensen, Larsson (Nieuwkoop '63) |  |
| |            |               |               | | |  |

#### Maart
| Speelronde 24: 2 maart 2019, 19:45 uur                                                                                             | Excelsior | 0 – 2 (0 – 1) | PSV              | Opstelling Excelsior | Opstelling PSV |  |
| Stadion: Van Donge & De Roo Stadion, Rotterdam Toeschouwers: 4.400 Scheidsrechter: Danny Makkelie Video-assistent: Jochem Kamphuis |           |               | 8', 54' Bergwijn | Damen, Horemans, Mattheij , Oude Kotte, Van der Meer, Schouten, Messaoud (Anderson '72), Fortes, Edwards, El Hamdaoui, Eckert (Ómarsson '90) | Zoet, Dumfries, Schwaab, Viergever, Angeliño, Rosario, Ihattaren (Gakpo '76), Sadílek, Bergwijn (Rigo '90+2), De Jong , Lozano (Malen '87) |  |
| Stadion: Van Donge & De Roo Stadion, Rotterdam Toeschouwers: 4.400 Scheidsrechter: Danny Makkelie Video-assistent: Jochem Kamphuis |           |               |                  | Damen, Horemans, Mattheij , Oude Kotte, Van der Meer, Schouten, Messaoud (Anderson '72), Fortes, Edwards, El Hamdaoui, Eckert (Ómarsson '90) | Zoet, Dumfries, Schwaab, Viergever, Angeliño, Rosario, Ihattaren (Gakpo '76), Sadílek, Bergwijn (Rigo '90+2), De Jong , Lozano (Malen '87) |  |
| Stadion: Van Donge & De Roo Stadion, Rotterdam Toeschouwers: 4.400 Scheidsrechter: Danny Makkelie Video-assistent: Jochem Kamphuis |           |               |                  | Damen, Horemans, Mattheij , Oude Kotte, Van der Meer, Schouten, Messaoud (Anderson '72), Fortes, Edwards, El Hamdaoui, Eckert (Ómarsson '90) | Zoet, Dumfries, Schwaab, Viergever, Angeliño, Rosario, Ihattaren (Gakpo '76), Sadílek, Bergwijn (Rigo '90+2), De Jong , Lozano (Malen '87) |  |
| |           |               |                  | | |  |

| Speelronde 25: 9 maart 2019, 19:45 uur                                                                                     | PSV                  | 2 – 0 (1 – 0) | NAC Breda | Opstelling PSV | Opstelling NAC Breda |  |
| Stadion: Philips Stadion, Eindhoven Toeschouwers: 34.300 Scheidsrechter: Serdar Gözübüyük Video-assistent: Jochem Kamphuis | De Jong 5' Malen 71' |               |           | Zoet, Dumfries, Schwaab, Viergever, Angeliño , Rosario, Ihattaren (Pereiro '82), Hendrix (Sadílek '67), Bergwijn, De Jong , Gakpo (Malen '68 ) | Van Leer, Van Anholt, Koch , Dervite (Kastaneer '90), Palmer-Brown, Gersbach, Korte (Rosheuvel '65), El Allouchi, Nijholt, Lundqvist (Mühren '78), Te Vrede |  |
| Stadion: Philips Stadion, Eindhoven Toeschouwers: 34.300 Scheidsrechter: Serdar Gözübüyük Video-assistent: Jochem Kamphuis |                      |               |           | Zoet, Dumfries, Schwaab, Viergever, Angeliño , Rosario, Ihattaren (Pereiro '82), Hendrix (Sadílek '67), Bergwijn, De Jong , Gakpo (Malen '68 ) | Van Leer, Van Anholt, Koch , Dervite (Kastaneer '90), Palmer-Brown, Gersbach, Korte (Rosheuvel '65), El Allouchi, Nijholt, Lundqvist (Mühren '78), Te Vrede |  |
| Stadion: Philips Stadion, Eindhoven Toeschouwers: 34.300 Scheidsrechter: Serdar Gözübüyük Video-assistent: Jochem Kamphuis |                      |               |           | Zoet, Dumfries, Schwaab, Viergever, Angeliño , Rosario, Ihattaren (Pereiro '82), Hendrix (Sadílek '67), Bergwijn, De Jong , Gakpo (Malen '68 ) | Van Leer, Van Anholt, Koch , Dervite (Kastaneer '90), Palmer-Brown, Gersbach, Korte (Rosheuvel '65), El Allouchi, Nijholt, Lundqvist (Mühren '78), Te Vrede |  |
| |                      |               |           | | |  |

| Speelronde 26: 17 maart 2019, 12:15 uur                                                                                         | VVV-Venlo | 0 – 1 (0 – 0) | PSV        | Opstelling VVV-Venlo                                                                                         | Opstelling PSV |  |
| Stadion: Covebo Stadion - De Koel -, Venlo Toeschouwers: 8.000 Scheidsrechter: Jeroen Manschot Video-assistent: Allard Lindhout |           |               | 86' Lozano | Unnerstall, Rutten, Röseler, Kum, R. Janssen (Grot '87), Post , Seuntjens, Van Ooijen, Opoku, Mlapa, Joosten | Zoet, Dumfries, Schwaab, Viergever, Angeliño, Rosario, Ihattaren (Malen '46), Sadílek (Gakpo '78), Bergwijn, De Jong , Lozano |  |
| Stadion: Covebo Stadion - De Koel -, Venlo Toeschouwers: 8.000 Scheidsrechter: Jeroen Manschot Video-assistent: Allard Lindhout |           |               |            | Unnerstall, Rutten, Röseler, Kum, R. Janssen (Grot '87), Post , Seuntjens, Van Ooijen, Opoku, Mlapa, Joosten | Zoet, Dumfries, Schwaab, Viergever, Angeliño, Rosario, Ihattaren (Malen '46), Sadílek (Gakpo '78), Bergwijn, De Jong , Lozano |  |
| Stadion: Covebo Stadion - De Koel -, Venlo Toeschouwers: 8.000 Scheidsrechter: Jeroen Manschot Video-assistent: Allard Lindhout |           |               |            | Unnerstall, Rutten, Röseler, Kum, R. Janssen (Grot '87), Post , Seuntjens, Van Ooijen, Opoku, Mlapa, Joosten | Zoet, Dumfries, Schwaab, Viergever, Angeliño, Rosario, Ihattaren (Malen '46), Sadílek (Gakpo '78), Bergwijn, De Jong , Lozano |  |
| |           |               |            | | |  |

| Speelronde 27: 31 maart 2019, 16:45 uur                                                                                    | Ajax                                            | 3 – 1 (1 – 0) | PSV         | Opstelling Ajax | Opstelling PSV |  |
| Stadion: Johan Cruijff ArenA, Amsterdam Toeschouwers: 52.669 Scheidsrechter: Björn Kuipers Video-assistent: Pol van Boekel | Schwaab 21' (e.d.) Tadić 72' (pen.) Neres 90+6' |               | 58' De Jong | Onana , Mazraoui '57, De Ligt , Blind, Tagliafico, Schöne (Veltman '59), Van de Beek (Magallán '86), De Jong, Ziyech (Kristensen '80), Tadić , Neres | Zoet, Dumfries, Schwaab, Viergever (Sainsbury '75), Angeliño, Rosario, Sadílek (Malen '72 ), Hendrix (Gakpo '86), Lozano, De Jong , Bergwijn |  |
| Stadion: Johan Cruijff ArenA, Amsterdam Toeschouwers: 52.669 Scheidsrechter: Björn Kuipers Video-assistent: Pol van Boekel |                                                 |               |             | Onana , Mazraoui '57, De Ligt , Blind, Tagliafico, Schöne (Veltman '59), Van de Beek (Magallán '86), De Jong, Ziyech (Kristensen '80), Tadić , Neres | Zoet, Dumfries, Schwaab, Viergever (Sainsbury '75), Angeliño, Rosario, Sadílek (Malen '72 ), Hendrix (Gakpo '86), Lozano, De Jong , Bergwijn |  |
| Stadion: Johan Cruijff ArenA, Amsterdam Toeschouwers: 52.669 Scheidsrechter: Björn Kuipers Video-assistent: Pol van Boekel |                                                 |               |             | Onana , Mazraoui '57, De Ligt , Blind, Tagliafico, Schöne (Veltman '59), Van de Beek (Magallán '86), De Jong, Ziyech (Kristensen '80), Tadić , Neres | Zoet, Dumfries, Schwaab, Viergever (Sainsbury '75), Angeliño, Rosario, Sadílek (Malen '72 ), Hendrix (Gakpo '86), Lozano, De Jong , Bergwijn |  |
| |                                                 |               |             | | |  |

#### April
| Speelronde 28: 4 april 2019, 18:30 uur                                                                                 | PSV                                       | 4 – 0 (1 – 0) | PEC Zwolle | Opstelling PSV | Opstelling PEC Zwolle |  |
| Stadion: Philips Stadion, Eindhoven Toeschouwers: 34.000 Scheidsrechter: Pol van Boekel Video-assistent: Siemen Mulder | De Jong 24', 76' Bergwijn 62' Malen 90+4' |               |            | Zoet, Dumfries, Schwaab, Viergever, Angeliño, Rosario, Pereiro (Ihattaren '78), Hendrix, Lozano (Malen '78), De Jong , Bergwijn (Gakpo '87) | Van der Hart, Van Polen , Lachman, Lam, Paal, Hamer (Flemming '78), Clement, Namli, Ehizibue (Elbers '78), Thy (Van Duinen '64), Van Crooij |  |
| Stadion: Philips Stadion, Eindhoven Toeschouwers: 34.000 Scheidsrechter: Pol van Boekel Video-assistent: Siemen Mulder |                                           |               |            | Zoet, Dumfries, Schwaab, Viergever, Angeliño, Rosario, Pereiro (Ihattaren '78), Hendrix, Lozano (Malen '78), De Jong , Bergwijn (Gakpo '87) | Van der Hart, Van Polen , Lachman, Lam, Paal, Hamer (Flemming '78), Clement, Namli, Ehizibue (Elbers '78), Thy (Van Duinen '64), Van Crooij |  |
| Stadion: Philips Stadion, Eindhoven Toeschouwers: 34.000 Scheidsrechter: Pol van Boekel Video-assistent: Siemen Mulder |                                           |               |            | Zoet, Dumfries, Schwaab, Viergever, Angeliño, Rosario, Pereiro (Ihattaren '78), Hendrix, Lozano (Malen '78), De Jong , Bergwijn (Gakpo '87) | Van der Hart, Van Polen , Lachman, Lam, Paal, Hamer (Flemming '78), Clement, Namli, Ehizibue (Elbers '78), Thy (Van Duinen '64), Van Crooij |  |
| |                                           |               |            | | |  |

| Speelronde 29: 7 april 2019, 16:45 uur                                                                            | Vitesse                            | 3 – 3 (1 – 1) | PSV                                         | Opstelling Vitesse | Opstelling PSV |  |
| Stadion: GelreDome, Arnhem Toeschouwers: 21.248 Scheidsrechter: Serdar Gözübüyük Video-assistent: Jeroen Manschot | Serero 13' Ødegaard 59' Matavž 83' |               | 41' (pen.), 90+1' (pen.) Lozano 70' De Jong | Pasveer , Karavajev , Van der Werff ( '72) '89, Clarke-Salter, Clark, Ødegaard, Serero, Bero, Büttner, Buitink (Matavž '75), Linssen (Dauda '72 (Doekhi '90)) | Zoet, Dumfries , Schwaab, Viergever , Angeliño, Rosario , Pereiro (Ihattaren '46), Hendrix (Gakpo '79), Lozano, De Jong , Bergwijn |  |
| Stadion: GelreDome, Arnhem Toeschouwers: 21.248 Scheidsrechter: Serdar Gözübüyük Video-assistent: Jeroen Manschot |                                    |               |                                             | Pasveer , Karavajev , Van der Werff ( '72) '89, Clarke-Salter, Clark, Ødegaard, Serero, Bero, Büttner, Buitink (Matavž '75), Linssen (Dauda '72 (Doekhi '90)) | Zoet, Dumfries , Schwaab, Viergever , Angeliño, Rosario , Pereiro (Ihattaren '46), Hendrix (Gakpo '79), Lozano, De Jong , Bergwijn |  |
| Stadion: GelreDome, Arnhem Toeschouwers: 21.248 Scheidsrechter: Serdar Gözübüyük Video-assistent: Jeroen Manschot |                                    |               |                                             | Pasveer , Karavajev , Van der Werff ( '72) '89, Clarke-Salter, Clark, Ødegaard, Serero, Bero, Büttner, Buitink (Matavž '75), Linssen (Dauda '72 (Doekhi '90)) | Zoet, Dumfries , Schwaab, Viergever , Angeliño, Rosario , Pereiro (Ihattaren '46), Hendrix (Gakpo '79), Lozano, De Jong , Bergwijn |  |
| |                                    |               |                                             | | |  |

| Speelronde 30: 14 april 2019, 12:15 uur                                                                                   | PSV                             | 2 – 1 (0 – 1) | De Graafschap | Opstelling PSV | Opstelling De Graafschap |  |
| Stadion: Philips Stadion, Eindhoven Toeschouwers: 34.500 Scheidsrechter: Allard Lindhout Video-assistent: Jochem Kamphuis | Bergwijn 65' (pen.) De Jong 73' |               | 26' Burgzorg  | Zoet, Dumfries, Schwaab, Viergever, Angeliño, Rosario, Ihattaren (Malen '46), Sadílek , Lozano, De Jong , Bergwijn (Gakpo '90) | Bertrams, Owusu (Ligeon '82), Straalman , S. Nieuwpoort (L. Nieuwpoort '70), Tutuarima, Vet, El Jebli, Serrarens, Narsingh (Van Mieghem '82), Benschop, Burgzorg |  |
| Stadion: Philips Stadion, Eindhoven Toeschouwers: 34.500 Scheidsrechter: Allard Lindhout Video-assistent: Jochem Kamphuis |                                 |               |               | Zoet, Dumfries, Schwaab, Viergever, Angeliño, Rosario, Ihattaren (Malen '46), Sadílek , Lozano, De Jong , Bergwijn (Gakpo '90) | Bertrams, Owusu (Ligeon '82), Straalman , S. Nieuwpoort (L. Nieuwpoort '70), Tutuarima, Vet, El Jebli, Serrarens, Narsingh (Van Mieghem '82), Benschop, Burgzorg |  |
| Stadion: Philips Stadion, Eindhoven Toeschouwers: 34.500 Scheidsrechter: Allard Lindhout Video-assistent: Jochem Kamphuis |                                 |               |               | Zoet, Dumfries, Schwaab, Viergever, Angeliño, Rosario, Ihattaren (Malen '46), Sadílek , Lozano, De Jong , Bergwijn (Gakpo '90) | Bertrams, Owusu (Ligeon '82), Straalman , S. Nieuwpoort (L. Nieuwpoort '70), Tutuarima, Vet, El Jebli, Serrarens, Narsingh (Van Mieghem '82), Benschop, Burgzorg |  |
| |                                 |               |               | | |  |

| Speelronde 31: 21 april 2019, 16:45 uur                                                                                | PSV                                  | 3 – 1 (1 – 0) | ADO Den Haag | Opstelling PSV | Opstelling ADO Den Haag |  |
| Stadion: Philips Stadion, Eindhoven Toeschouwers: 34.300 Scheidsrechter: Danny Makkelie Video-assistent: Dennis Higler | Dumfries 20' De Jong 83' Malen 90+2' |               | 88' Necid    | Zoet, Dumfries, Schwaab, Viergever, Angeliño (Hendrix '90+3), Rosario, De Jong , Sadílek (Gakpo '77), Lozano, Malen, Bergwijn (Gutiérrez '77) | Zwinkels, Malone (Lorenzen '74), Kanon, Bakker, Meijers , Immers, Gorter (Goppel '63), Goossens, Becker, El Khayati, Falkenburg (Necid '79) |  |
| Stadion: Philips Stadion, Eindhoven Toeschouwers: 34.300 Scheidsrechter: Danny Makkelie Video-assistent: Dennis Higler |                                      |               |              | Zoet, Dumfries, Schwaab, Viergever, Angeliño (Hendrix '90+3), Rosario, De Jong , Sadílek (Gakpo '77), Lozano, Malen, Bergwijn (Gutiérrez '77) | Zwinkels, Malone (Lorenzen '74), Kanon, Bakker, Meijers , Immers, Gorter (Goppel '63), Goossens, Becker, El Khayati, Falkenburg (Necid '79) |  |
| Stadion: Philips Stadion, Eindhoven Toeschouwers: 34.300 Scheidsrechter: Danny Makkelie Video-assistent: Dennis Higler |                                      |               |              | Zoet, Dumfries, Schwaab, Viergever, Angeliño (Hendrix '90+3), Rosario, De Jong , Sadílek (Gakpo '77), Lozano, Malen, Bergwijn (Gutiérrez '77) | Zwinkels, Malone (Lorenzen '74), Kanon, Bakker, Meijers , Immers, Gorter (Goppel '63), Goossens, Becker, El Khayati, Falkenburg (Necid '79) |  |
| |                                      |               |              | | |  |

| Speelronde 32: 25 april 2019, 20:45 uur                                                                                        | Willem II | 0 – 3 (0 – 2) | PSV                                | Opstelling Willem II | Opstelling PSV |  |
| Stadion: Koning Willem II Stadion, Tilburg Toeschouwers: 14.700 Scheidsrechter: Dennis Higler Video-assistent: Jochem Kamphuis |           |               | 31' Malen 37' De Jong 65' Bergwijn | Woud, Lewis, Meißner, Peters , Dankerlui , Anita (Tapia '46), Crowley (Coulibaly '79), Llonch, Saddiki (Heerkens '46), Isak, Vrousai | Zoet, Dumfries, Schwaab, Viergever, Angeliño , Rosario (Gutiérrez '78), De Jong , Sadílek, Lozano (Pereiro '83), Malen, Bergwijn (Gakpo '69) |  |
| Stadion: Koning Willem II Stadion, Tilburg Toeschouwers: 14.700 Scheidsrechter: Dennis Higler Video-assistent: Jochem Kamphuis |           |               |                                    | Woud, Lewis, Meißner, Peters , Dankerlui , Anita (Tapia '46), Crowley (Coulibaly '79), Llonch, Saddiki (Heerkens '46), Isak, Vrousai | Zoet, Dumfries, Schwaab, Viergever, Angeliño , Rosario (Gutiérrez '78), De Jong , Sadílek, Lozano (Pereiro '83), Malen, Bergwijn (Gakpo '69) |  |
| Stadion: Koning Willem II Stadion, Tilburg Toeschouwers: 14.700 Scheidsrechter: Dennis Higler Video-assistent: Jochem Kamphuis |           |               |                                    | Woud, Lewis, Meißner, Peters , Dankerlui , Anita (Tapia '46), Crowley (Coulibaly '79), Llonch, Saddiki (Heerkens '46), Isak, Vrousai | Zoet, Dumfries, Schwaab, Viergever, Angeliño , Rosario (Gutiérrez '78), De Jong , Sadílek, Lozano (Pereiro '83), Malen, Bergwijn (Gakpo '69) |  |
| |           |               |                                    | | |  |

#### Mei
| Speelronde 33 (was 34): 12 mei 2019, 14:30 uur                                                                      | AZ      | 1 – 0 (0 – 0) | PSV | Opstelling AZ | Opstelling PSV |  |
| Stadion: AFAS Stadion, Alkmaar Toeschouwers: 16.555 Scheidsrechter: Danny Makkelie Video-assistent: Allard Lindhout | Til 49' |               |     | Bizot, Svensson, Vlaar, Koopmeiners, Ouwejan (Wijndal '80), Midtsjø (Wuytens '79), Til , Maher, Stengs, Seuntjens, Guðmundsson (Boadu '75) | Zoet, Dumfries, Schwaab , Viergever, Angeliño, Sadílek (Gutiérrez '60), De Jong , Rosario (Aboukhlal '80), Bergwijn, Malen, Gakpo (Ihattaren '80) |  |
| Stadion: AFAS Stadion, Alkmaar Toeschouwers: 16.555 Scheidsrechter: Danny Makkelie Video-assistent: Allard Lindhout |         |               |     | Bizot, Svensson, Vlaar, Koopmeiners, Ouwejan (Wijndal '80), Midtsjø (Wuytens '79), Til , Maher, Stengs, Seuntjens, Guðmundsson (Boadu '75) | Zoet, Dumfries, Schwaab , Viergever, Angeliño, Sadílek (Gutiérrez '60), De Jong , Rosario (Aboukhlal '80), Bergwijn, Malen, Gakpo (Ihattaren '80) |  |
| Stadion: AFAS Stadion, Alkmaar Toeschouwers: 16.555 Scheidsrechter: Danny Makkelie Video-assistent: Allard Lindhout |         |               |     | Bizot, Svensson, Vlaar, Koopmeiners, Ouwejan (Wijndal '80), Midtsjø (Wuytens '79), Til , Maher, Stengs, Seuntjens, Guðmundsson (Boadu '75) | Zoet, Dumfries, Schwaab , Viergever, Angeliño, Sadílek (Gutiérrez '60), De Jong , Rosario (Aboukhlal '80), Bergwijn, Malen, Gakpo (Ihattaren '80) |  |
| |         |               |     | | |  |

| Speelronde 34 (was 33): 15 mei 2019, 19:30 uur                                                                      | PSV                                       | 3 – 1 (1 – 1) | Heracles Almelo | Opstelling PSV | Opstelling Heracles Almelo |  |
| Stadion: Philips Stadion, Eindhoven Toeschouwers: 34.200 Scheidsrechter: Bas Nijhuis Video-assistent: Björn Kuipers | Droste 32' (e.d.) Viergever 48' Malen 89' |               | 1' Konings      | Zoet, Dumfries, Schwaab (Sainsbury '89), Viergever, Angeliño, Rosario , Pereiro (Gakpo '80), Gutiérrez (Hendrix '73), Bergwijn, De Jong , Malen | Brouwer, Droste, Van den Buijs, Knoester, Van Hintum, Dos Santos, Merkel , Drost (Duarte '61), Van der Water (Kuwas '61), Dalmau , Konings (Peterson '74) |  |
| Stadion: Philips Stadion, Eindhoven Toeschouwers: 34.200 Scheidsrechter: Bas Nijhuis Video-assistent: Björn Kuipers |                                           |               |                 | Zoet, Dumfries, Schwaab (Sainsbury '89), Viergever, Angeliño, Rosario , Pereiro (Gakpo '80), Gutiérrez (Hendrix '73), Bergwijn, De Jong , Malen | Brouwer, Droste, Van den Buijs, Knoester, Van Hintum, Dos Santos, Merkel , Drost (Duarte '61), Van der Water (Kuwas '61), Dalmau , Konings (Peterson '74) |  |
| Stadion: Philips Stadion, Eindhoven Toeschouwers: 34.200 Scheidsrechter: Bas Nijhuis Video-assistent: Björn Kuipers |                                           |               |                 | Zoet, Dumfries, Schwaab (Sainsbury '89), Viergever, Angeliño, Rosario , Pereiro (Gakpo '80), Gutiérrez (Hendrix '73), Bergwijn, De Jong , Malen | Brouwer, Droste, Van den Buijs, Knoester, Van Hintum, Dos Santos, Merkel , Drost (Duarte '61), Van der Water (Kuwas '61), Dalmau , Konings (Peterson '74) |  |
| |                                           |               |                 | | |  |

### Statistieken

#### Eindstand in Nederlandse Eredivisie
| Stand | Gespeeld | Gewonnen | Gelijk | Verloren | Punten | Doelpunten voor | Doelpunten tegen | Gele kaarten | Twee gele kaarten | Rode kaarten |
| ----- | -------- | -------- | ------ | -------- | ------ | --------------- | ---------------- | ------------ | ----------------- | ------------ |
| 2e    | 34       | 26       | 5      | 3        | 83     | 98              | 26               | 45           | 0                 | 0            |

#### Punten, stand en doelpunten per speelronde
| Speelronde                            | 1  | 2  | 3  | 4   | 5   | 6   | 7   | 8   | 9   | 10  | 11  | 12  | 13  | 14  | 15  | 16  | 17  | 18  | 19  | 20  | 21  | 22  | 23  | 24  | 25  | 26  | 27  | 28  | 29  | 30  | 31  | 32  | 33  | 34  | Totaal |
| ------------------------------------- | -- | -- | -- | --- | --- | --- | --- | --- | --- | --- | --- | --- | --- | --- | --- | --- | --- | --- | --- | --- | --- | --- | --- | --- | --- | --- | --- | --- | --- | --- | --- | --- | --- | --- | ------ |
| Aantal punten per speelronde          | 3  | 3  | 3  | 3   | 3   | 3   | 3   | 3   | 3   | 3   | 3   | 3   | 3   | 0   | 3   | 3   | 3   | 1   | 3   | 3   | 1   | 1   | 1   | 3   | 3   | 3   | 0   | 3   | 1   | 3   | 3   | 3   | 0   | 3   | 83     |
| Aantal punten na speelronde           | 3  | 6  | 9  | 12  | 15  | 18  | 21  | 24  | 27  | 30  | 33  | 36  | 39  | 39  | 42  | 45  | 48  | 49  | 52  | 55  | 56  | 57  | 58  | 61  | 64  | 67  | 67  | 70  | 71  | 74  | 77  | 80  | 80  | 83  | 83     |
| Stand na speelronde                   | 3e | 2e | 1e | 1e  | 1e  | 1e  | 1e  | 1e  | 1e  | 1e  | 1e  | 1e  | 1e  | 1e  | 1e  | 1e  | 1e  | 1e  | 1e  | 1e  | 1e  | 1e  | 1e  | 1e  | 1e  | 1e  | 1e  | 1e  | 2e  | 2e  | 2e  | 2e  | 2e  | 2e  | 2e     |
| Aantal doelpunten per speelronde      | 4  | 2  | 2  | 6   | 7   | 3   | 2   | 4   | 6   | 2   | 1   | 4   | 3   | 1   | 6   | 4   | 3   | 2   | 2   | 5   | 2   | 2   | 1   | 2   | 2   | 1   | 1   | 4   | 3   | 2   | 3   | 3   | 0   | 3   | 98     |
| Aantal tegendoelpunten per speelronde | 0  | 1  | 1  | 1   | 0   | 0   | 0   | 0   | 0   | 1   | 0   | 1   | 0   | 2   | 0   | 0   | 1   | 2   | 1   | 0   | 2   | 2   | 1   | 0   | 0   | 0   | 3   | 0   | 3   | 1   | 1   | 0   | 1   | 1   | 26     |
| Doelsaldo na speelronde               | +4 | +5 | +6 | +11 | +18 | +21 | +23 | +27 | +33 | +34 | +35 | +38 | +41 | +40 | +46 | +50 | +52 | +52 | +53 | +58 | +58 | +58 | +58 | +60 | +62 | +63 | +61 | +65 | +65 | +66 | +68 | +71 | +70 | +72 | +72    |

## Champions League

#### Play-offronde
| Wedstrijd 1/2: 21 augustus 2018, 21:00 uur                                       | BATE Borisov         | 2 – 3 (1 – 1) | PSV                                     | Opstelling BATE Borisov | Opstelling PSV |  |
| Stadion: Borisov Arena, Borisov Toeschouwers: 9.284 Scheidsrechter: Felix Zwayer | Tuominen 9' Hleb 88' |               | 35' (pen.) Pereiro 61' Lozano 89' Malen | Scherbitskiy, Rios , Milunović, Filipović, Filipenko , Baha, Yablonskiy, Drahun (Hleb '65), Ivanić (Valadzko '81), Tuominen (Skavysh '60), Stasevich | Zoet, Dumfries, Schwaab, Viergever, Angeliño, Rosario (Isimat-Mirin '90+4), Pereiro (Mauro Júnior '82), Hendrix, Lozano (Malen '87), De Jong , Bergwijn |  |
| Stadion: Borisov Arena, Borisov Toeschouwers: 9.284 Scheidsrechter: Felix Zwayer |                      |               |                                         | Scherbitskiy, Rios , Milunović, Filipović, Filipenko , Baha, Yablonskiy, Drahun (Hleb '65), Ivanić (Valadzko '81), Tuominen (Skavysh '60), Stasevich | Zoet, Dumfries, Schwaab, Viergever, Angeliño, Rosario (Isimat-Mirin '90+4), Pereiro (Mauro Júnior '82), Hendrix, Lozano (Malen '87), De Jong , Bergwijn |  |
| Stadion: Borisov Arena, Borisov Toeschouwers: 9.284 Scheidsrechter: Felix Zwayer |                      |               |                                         | Scherbitskiy, Rios , Milunović, Filipović, Filipenko , Baha, Yablonskiy, Drahun (Hleb '65), Ivanić (Valadzko '81), Tuominen (Skavysh '60), Stasevich | Zoet, Dumfries, Schwaab, Viergever, Angeliño, Rosario (Isimat-Mirin '90+4), Pereiro (Mauro Júnior '82), Hendrix, Lozano (Malen '87), De Jong , Bergwijn |  |
| Bijz.: Teze van PSV kreeg als bankzitter een gele kaart tijdens deze wedstrijd.  |                      |               |                                         | | |  |

| Wedstrijd 2/2: 29 augustus 2018, 21:00 uur                                                                                | PSV                                 | 3 – 0 (2 – 0) | BATE Borisov | Opstelling PSV | Opstelling BATE Borisov |  |
| Stadion: Philips Stadion, Eindhoven Toeschouwers: 35.000 Scheidsrechter: Anthony Taylor                                   | Bergwijn 14' De Jong 36' Lozano 62' |               |              | Zoet, Dumfries, Schwaab, Viergever (Isimat-Mirin '71), Angeliño , Rosario (Ramselaar '74), Pereiro, Hendrix, Bergwijn (Malen '79), De Jong , Lozano | Scherbitskiy, Rios , Milunović , Filipović, Filipenko, Baha, Drahun (Berezkin '76), Hleb (Ivanić '30), Stasevich , Tuominen (Signevitsj '51), Valadzko |  |
| Stadion: Philips Stadion, Eindhoven Toeschouwers: 35.000 Scheidsrechter: Anthony Taylor                                   |                                     |               |              | Zoet, Dumfries, Schwaab, Viergever (Isimat-Mirin '71), Angeliño , Rosario (Ramselaar '74), Pereiro, Hendrix, Bergwijn (Malen '79), De Jong , Lozano | Scherbitskiy, Rios , Milunović , Filipović, Filipenko, Baha, Drahun (Berezkin '76), Hleb (Ivanić '30), Stasevich , Tuominen (Signevitsj '51), Valadzko |  |
| Stadion: Philips Stadion, Eindhoven Toeschouwers: 35.000 Scheidsrechter: Anthony Taylor                                   |                                     |               |              | Zoet, Dumfries, Schwaab, Viergever (Isimat-Mirin '71), Angeliño , Rosario (Ramselaar '74), Pereiro, Hendrix, Bergwijn (Malen '79), De Jong , Lozano | Scherbitskiy, Rios , Milunović , Filipović, Filipenko, Baha, Drahun (Berezkin '76), Hleb (Ivanić '30), Stasevich , Tuominen (Signevitsj '51), Valadzko |  |
| Bijz.: - Totaalscore: PSV 6 – 2 BATE Borisov - Hierdoor plaatste PSV zich voor het hoofdtoernooi van de Champions League. |                                     |               |              | | |  |

#### Groepsfase (groep B)
| # | Team              | Wedstrijden | Wedstrijden | Wedstrijden | Wedstrijden | Doelpunten | Doelpunten | Doelpunten | Punten |
| --- | ----------------- | ----------- | ----------- | ----------- | ----------- | ---------- | ---------- | ---------- | ------ |
| # | Team              | Gespeeld    | Winst       | Gelijk      | Verlies     | Voor       | Tegen      | Saldo      | Punten |
| 1. | FC Barcelona      | 6           | 4           | 2           | 0           | 14         | 5          | +9         | 14     |
| 2. | Tottenham Hotspur | 6           | 2           | 2           | 2           | 9          | 10         | −1         | 8      |
| 3. | Internazionale    | 6           | 2           | 2           | 2           | 6          | 7          | −1         | 8      |
| 4. | PSV               | 6           | 0           | 2           | 4           | 6          | 13         | −7         | 2      |
| \| Legendakleuren in de tabellen \| \| Groepswinnaar en nummer twee gaan door naar de achtste finale. \| \| Nummer 3 gaat door naar de zestiende finale van de Europa League. \| \| Uitgeschakeld \| |                   |             |             |             |             |            |            |            |        |
| Legendakleuren in de tabellen |                   |             |             |             |             |            |            |            |        |
| Groepswinnaar en nummer twee gaan door naar de achtste finale. |                   |             |             |             |             |            |            |            |        |
| Nummer 3 gaat door naar de zestiende finale van de Europa League. |                   |             |             |             |             |            |            |            |        |
| Uitgeschakeld |                   |             |             |             |             |            |            |            |        |

| Wedstrijd 1/6: 18 september 2018, 18:55 uur                                               | FC Barcelona                    | 4 – 0 (1 – 0) | PSV | Opstelling FC Barcelona | Opstelling PSV |  |
| Stadion: Camp Nou, Barcelona Toeschouwers: 73.462 Scheidsrechter: Anastasios Sidiropoulos | Messi 31', 77', 87' Dembélé 74' |               |     | Ter Stegen, Roberto, Piqué, Umtiti '79, Alba, Rakitić (Ar. Vidal '85), Busquets, Coutinho (Lenglet '81), Messi , L. Suárez, Dembélé (Arthur '83) | Zoet, Dumfries, Schwaab, Viergever (Isimat-Mirin '66), Angeliño, Rosario (Gutiérrez '82), Pereiro, Hendrix, Bergwijn (Malen '78), De Jong , Lozano |  |
| Stadion: Camp Nou, Barcelona Toeschouwers: 73.462 Scheidsrechter: Anastasios Sidiropoulos |                                 |               |     | Ter Stegen, Roberto, Piqué, Umtiti '79, Alba, Rakitić (Ar. Vidal '85), Busquets, Coutinho (Lenglet '81), Messi , L. Suárez, Dembélé (Arthur '83) | Zoet, Dumfries, Schwaab, Viergever (Isimat-Mirin '66), Angeliño, Rosario (Gutiérrez '82), Pereiro, Hendrix, Bergwijn (Malen '78), De Jong , Lozano |  |
| Stadion: Camp Nou, Barcelona Toeschouwers: 73.462 Scheidsrechter: Anastasios Sidiropoulos |                                 |               |     | Ter Stegen, Roberto, Piqué, Umtiti '79, Alba, Rakitić (Ar. Vidal '85), Busquets, Coutinho (Lenglet '81), Messi , L. Suárez, Dembélé (Arthur '83) | Zoet, Dumfries, Schwaab, Viergever (Isimat-Mirin '66), Angeliño, Rosario (Gutiérrez '82), Pereiro, Hendrix, Bergwijn (Malen '78), De Jong , Lozano |  |
|                                                                                           |                                 |               |     | | |  |

| Wedstrijd 2/6: 3 oktober 2018, 21:00 uur                                               | PSV         | 1 – 2 (1 – 1) | Internazionale            | Opstelling PSV                                                                                                  | Opstelling Internazionale |  |
| Stadion: Philips Stadion, Eindhoven Toeschouwers: 34.750 Scheidsrechter: Milorad Mažić | Rosario 27' |               | 44' Nainggolan 60' Icardi | Zoet, Dumfries, Schwaab, Viergever, Angeliño, Rosario, Pereiro (Malen '75), Hendrix, Bergwijn, De Jong , Lozano | Handanovič , D'Ambrosio , De Vrij, Škriniar, Asamoah , Politano (Candreva '90+1), Brozović, Nainggolan (Valero '86), Vecino, Perišić, Icardi |  |
| Stadion: Philips Stadion, Eindhoven Toeschouwers: 34.750 Scheidsrechter: Milorad Mažić |             |               |                           | Zoet, Dumfries, Schwaab, Viergever, Angeliño, Rosario, Pereiro (Malen '75), Hendrix, Bergwijn, De Jong , Lozano | Handanovič , D'Ambrosio , De Vrij, Škriniar, Asamoah , Politano (Candreva '90+1), Brozović, Nainggolan (Valero '86), Vecino, Perišić, Icardi |  |
| Stadion: Philips Stadion, Eindhoven Toeschouwers: 34.750 Scheidsrechter: Milorad Mažić |             |               |                           | Zoet, Dumfries, Schwaab, Viergever, Angeliño, Rosario, Pereiro (Malen '75), Hendrix, Bergwijn, De Jong , Lozano | Handanovič , D'Ambrosio , De Vrij, Škriniar, Asamoah , Politano (Candreva '90+1), Brozović, Nainggolan (Valero '86), Vecino, Perišić, Icardi |  |
|                                                                                        |             |               |                           | | |  |

| Wedstrijd 3/6: 24 oktober 2018, 18:55 uur                                              | PSV                    | 2 – 2 (1 – 1) | Tottenham Hotspur  | Opstelling PSV                                                                                                  | Opstelling Tottenham Hotspur |  |
| Stadion: Philips Stadion, Eindhoven Toeschouwers: 35.000 Scheidsrechter: Slavko Vinčić | Lozano 29' De Jong 87' |               | 39' Moura 54' Kane | Zoet, Dumfries , Schwaab, Viergever, Angeliño , Rosario , Pereiro (Gakpo '83), Hendrix, Lozano, De Jong , Malen | Lloris '79, Trippier, Alderweireld, Sánchez, Davies, Moura (Lamela '64), Dembélé (Winks '74), Eriksen, Dier, Son (Vorm '81), Kane ( '79) |  |
| Stadion: Philips Stadion, Eindhoven Toeschouwers: 35.000 Scheidsrechter: Slavko Vinčić |                        |               |                    | Zoet, Dumfries , Schwaab, Viergever, Angeliño , Rosario , Pereiro (Gakpo '83), Hendrix, Lozano, De Jong , Malen | Lloris '79, Trippier, Alderweireld, Sánchez, Davies, Moura (Lamela '64), Dembélé (Winks '74), Eriksen, Dier, Son (Vorm '81), Kane ( '79) |  |
| Stadion: Philips Stadion, Eindhoven Toeschouwers: 35.000 Scheidsrechter: Slavko Vinčić |                        |               |                    | Zoet, Dumfries , Schwaab, Viergever, Angeliño , Rosario , Pereiro (Gakpo '83), Hendrix, Lozano, De Jong , Malen | Lloris '79, Trippier, Alderweireld, Sánchez, Davies, Moura (Lamela '64), Dembélé (Winks '74), Eriksen, Dier, Son (Vorm '81), Kane ( '79) |  |
|                                                                                        |                        |               |                    | | |  |

| Wedstrijd 4/6: 6 november 2018, 21:00 uur                                           | Tottenham Hotspur | 2 – 1 (0 – 1) | PSV        | Opstelling Tottenham Hotspur | Opstelling PSV |  |
| Stadion: Wembley Stadium, Londen Toeschouwers: 46.588 Scheidsrechter: Ivan Kružliak | Kane 78', 89'     |               | 2' De Jong | Gazzaniga, Aurier (Trippier '75 ), Sánchez, Alderweireld, Davies, Eriksen, Winks, Alli, Moura (Lamela '62), Kane , Son (Llorente '75) | Zoet ( '81), Dumfries, Schwaab , Viergever, Angeliño, Rosario, Pereiro (Malen '73), Hendrix, Lozano , De Jong (Sainsbury '81), Bergwijn (Gutiérrez '86) |  |
| Stadion: Wembley Stadium, Londen Toeschouwers: 46.588 Scheidsrechter: Ivan Kružliak |                   |               |            | Gazzaniga, Aurier (Trippier '75 ), Sánchez, Alderweireld, Davies, Eriksen, Winks, Alli, Moura (Lamela '62), Kane , Son (Llorente '75) | Zoet ( '81), Dumfries, Schwaab , Viergever, Angeliño, Rosario, Pereiro (Malen '73), Hendrix, Lozano , De Jong (Sainsbury '81), Bergwijn (Gutiérrez '86) |  |
| Stadion: Wembley Stadium, Londen Toeschouwers: 46.588 Scheidsrechter: Ivan Kružliak |                   |               |            | Gazzaniga, Aurier (Trippier '75 ), Sánchez, Alderweireld, Davies, Eriksen, Winks, Alli, Moura (Lamela '62), Kane , Son (Llorente '75) | Zoet ( '81), Dumfries, Schwaab , Viergever, Angeliño, Rosario, Pereiro (Malen '73), Hendrix, Lozano , De Jong (Sainsbury '81), Bergwijn (Gutiérrez '86) |  |
|                                                                                     |                   |               |            | | |  |

| Wedstrijd 5/6: 28 november 2018, 21:00 uur                                              | PSV         | 1 – 2 (0 – 0) | FC Barcelona        | Opstelling PSV | Opstelling FC Barcelona |  |
| Stadion: Philips Stadion, Eindhoven Toeschouwers: 34.600 Scheidsrechter: Pavel Královec | De Jong 83' |               | 61' Messi 70' Piqué | Zoet, Dumfries, Schwaab, Viergever, Angeliño, Rosario, Pereiro (Malen '71), Hendrix (Gutiérrez '71 ), Lozano, De Jong , Bergwijn (Romero '79) | Ter Stegen, Semedo, Piqué , Lenglet, Alba , Vidal, Busquets, Rakitić, Dembélé (D. Suárez '80), Messi , Coutinho (Malcom '69) |  |
| Stadion: Philips Stadion, Eindhoven Toeschouwers: 34.600 Scheidsrechter: Pavel Královec |             |               |                     | Zoet, Dumfries, Schwaab, Viergever, Angeliño, Rosario, Pereiro (Malen '71), Hendrix (Gutiérrez '71 ), Lozano, De Jong , Bergwijn (Romero '79) | Ter Stegen, Semedo, Piqué , Lenglet, Alba , Vidal, Busquets, Rakitić, Dembélé (D. Suárez '80), Messi , Coutinho (Malcom '69) |  |
| Stadion: Philips Stadion, Eindhoven Toeschouwers: 34.600 Scheidsrechter: Pavel Královec |             |               |                     | Zoet, Dumfries, Schwaab, Viergever, Angeliño, Rosario, Pereiro (Malen '71), Hendrix (Gutiérrez '71 ), Lozano, De Jong , Bergwijn (Romero '79) | Ter Stegen, Semedo, Piqué , Lenglet, Alba , Vidal, Busquets, Rakitić, Dembélé (D. Suárez '80), Messi , Coutinho (Malcom '69) |  |
|                                                                                         |             |               |                     | | |  |

| Wedstrijd 6/6: 11 december 2018, 21:00 uur                                                | Internazionale | 1 – 1 (0 – 1) | PSV        | Opstelling Internazionale | Opstelling PSV |  |
| Stadion: Stadio Giuseppe Meazza, Milaan Toeschouwers: 62.533 Scheidsrechter: Felix Zwayer | Icardi 73'     |               | 13' Lozano | Handanovič, D'Ambrosio, De Vrij, Škriniar , Asamoah (Martínez '69), Candreva (Baldé '56), Brozović , Valero, Politano (Vrsaljko '83), Icardi , Perišić | Zoet , Dumfries , Sainsbury, Viergever, Angeliño, Rosario, Gutiérrez (Sadílek '65 ), Hendrix, Bergwijn (Malen '71), De Jong , Lozano (Pereiro '90+5) |  |
| Stadion: Stadio Giuseppe Meazza, Milaan Toeschouwers: 62.533 Scheidsrechter: Felix Zwayer |                |               |            | Handanovič, D'Ambrosio, De Vrij, Škriniar , Asamoah (Martínez '69), Candreva (Baldé '56), Brozović , Valero, Politano (Vrsaljko '83), Icardi , Perišić | Zoet , Dumfries , Sainsbury, Viergever, Angeliño, Rosario, Gutiérrez (Sadílek '65 ), Hendrix, Bergwijn (Malen '71), De Jong , Lozano (Pereiro '90+5) |  |
| Stadion: Stadio Giuseppe Meazza, Milaan Toeschouwers: 62.533 Scheidsrechter: Felix Zwayer |                |               |            | Handanovič, D'Ambrosio, De Vrij, Škriniar , Asamoah (Martínez '69), Candreva (Baldé '56), Brozović , Valero, Politano (Vrsaljko '83), Icardi , Perišić | Zoet , Dumfries , Sainsbury, Viergever, Angeliño, Rosario, Gutiérrez (Sadílek '65 ), Hendrix, Bergwijn (Malen '71), De Jong , Lozano (Pereiro '90+5) |  |
|                                                                                           |                |               |            | | |  |

## TOTO KNVB Beker

#### Eerste ronde
| 26 september 2018, 18:30 uur                                                                     | Excelsior Maassluis | 0 – 4 (0 – 2) | PSV                                                    | Opstelling Excelsior Maassluis | Opstelling PSV |  |
| Stadion: Sportpark Lavendelstraat, Maassluis Toeschouwers: 3.200 Scheidsrechter: Jeroen Manschot |                     |               | 15' Gakpo 44' Sainsbury 69' Lundqvist 73' Isimat-Mirin | Van Leeuwen, Van Ewijk , Smith , Kurt, Van der Ende, Dercks, Kruithof , Sylla (Redert '54), Afaker, Blij (Van Ooijen '76), Van den Berg (El Harti '79) | Room, Teze, Sainsbury, Isimat-Mirin, Behich , Gutiérrez, Ramselaar , Sadílek , Mauro Júnior, Gakpo (Verreth '76), Malen (Lundqvist '62) |  |
| Stadion: Sportpark Lavendelstraat, Maassluis Toeschouwers: 3.200 Scheidsrechter: Jeroen Manschot |                     |               |                                                        | Van Leeuwen, Van Ewijk , Smith , Kurt, Van der Ende, Dercks, Kruithof , Sylla (Redert '54), Afaker, Blij (Van Ooijen '76), Van den Berg (El Harti '79) | Room, Teze, Sainsbury, Isimat-Mirin, Behich , Gutiérrez, Ramselaar , Sadílek , Mauro Júnior, Gakpo (Verreth '76), Malen (Lundqvist '62) |  |
| Stadion: Sportpark Lavendelstraat, Maassluis Toeschouwers: 3.200 Scheidsrechter: Jeroen Manschot |                     |               |                                                        | Van Leeuwen, Van Ewijk , Smith , Kurt, Van der Ende, Dercks, Kruithof , Sylla (Redert '54), Afaker, Blij (Van Ooijen '76), Van den Berg (El Harti '79) | Room, Teze, Sainsbury, Isimat-Mirin, Behich , Gutiérrez, Ramselaar , Sadílek , Mauro Júnior, Gakpo (Verreth '76), Malen (Lundqvist '62) |  |
|                                                                                                  |                     |               |                                                        | | |  |

#### Tweede ronde
| 30 oktober 2018, 18:30 uur                                                                      | PSV                           | 2 – 3 (n.v.) * 2 – 2 (1 – 1) | RKC Waalwijk                      | Opstelling PSV | Opstelling RKC Waalwijk |  |
| Stadion: Philips Stadion, Eindhoven Toeschouwers: 24.500 Scheidsrechter: Martin van den Kerkhof | Gutiérrez 1' Mauro Júnior 76' |                              | 29' Van Weert 90+1', 109' Maatsen | Room, Abels, Sainsbury (Obispo '100), Isimat-Mirin, Behich, Gutiérrez, Ramselaar (Malen '63 ( '63)), Rigo, Mauro Júnior (Lozano '98 ), Gakpo (Lundqvist '67), Verreth | Vaessen, Gaari, Van Weert, Drost, Quasten, Baggerman, Vermeulen (Mulder '101), Hansson (Tahiri '73 ), Seys (Bakari '81), Maatsen, Koenraat (Walian '81) |  |
| Stadion: Philips Stadion, Eindhoven Toeschouwers: 24.500 Scheidsrechter: Martin van den Kerkhof |                               |                              |                                   | Room, Abels, Sainsbury (Obispo '100), Isimat-Mirin, Behich, Gutiérrez, Ramselaar (Malen '63 ( '63)), Rigo, Mauro Júnior (Lozano '98 ), Gakpo (Lundqvist '67), Verreth | Vaessen, Gaari, Van Weert, Drost, Quasten, Baggerman, Vermeulen (Mulder '101), Hansson (Tahiri '73 ), Seys (Bakari '81), Maatsen, Koenraat (Walian '81) |  |
| Stadion: Philips Stadion, Eindhoven Toeschouwers: 24.500 Scheidsrechter: Martin van den Kerkhof |                               |                              |                                   | Room, Abels, Sainsbury (Obispo '100), Isimat-Mirin, Behich, Gutiérrez, Ramselaar (Malen '63 ( '63)), Rigo, Mauro Júnior (Lozano '98 ), Gakpo (Lundqvist '67), Verreth | Vaessen, Gaari, Van Weert, Drost, Quasten, Baggerman, Vermeulen (Mulder '101), Hansson (Tahiri '73 ), Seys (Bakari '81), Maatsen, Koenraat (Walian '81) |  |
| Bijz.: * Hierdoor was PSV uitgeschakeld in de KNVB Beker dit seizoen.                           |                               |                              |                                   | | |  |

## Topscorers
| Nr.                           | Naam                          | Goal |
| ----------------------------- | ----------------------------- | ---- |
| 1.                            | Luuk de Jong                  | 28   |
| 2.                            | Hirving Lozano                | 17   |
| 3.                            | Steven Bergwijn               | 14   |
| 4.                            | Donyell Malen                 | 10   |
| 4.                            | Gastón Pereiro                | 10   |
| 6.                            | Denzel Dumfries               | 4    |
| 7.                            | Érick Gutiérrez               | 3    |
| 7.                            | Nick Viergever                | 3    |
| 9.                            | Angeliño                      | 1    |
| 9.                            | Cody Gakpo                    | 1    |
| 9.                            | Jorrit Hendrix                | 1    |
| 9.                            | Dante Rigo                    | 1    |
| 9.                            | Michal Sadílek                | 1    |
| 9.                            | Daniel Schwaab                | 1    |
| Eigen doelpunten tegenstander | Eigen doelpunten tegenstander | 3    |
| Totaal                        | Totaal                        | 98   |

| Nr.                           | Naam                   | Goal |
| ----------------------------- | ---------------------- | ---- |
| 1.                            | Cody Gakpo             | 1    |
| 1.                            | Érick Gutiérrez        | 1    |
| 1.                            | Nicolas Isimat-Mirin   | 1    |
| 1.                            | Ramon Pascal Lundqvist | 1    |
| 1.                            | Mauro Júnior           | 1    |
| 1.                            | Trent Sainsbury        | 1    |
| Eigen doelpunten tegenstander |                        |      |
| Totaal                        | Totaal                 | 6    |

| UEFA Champions League \| Nr. \| Naam \| \| \| ----------------------------- \| --------------- \| -- \| \| 1. \| Luuk de Jong \| 4 \| \| 1. \| Hirving Lozano \| 4 \| \| 3. \| Steven Bergwijn \| 1 \| \| 3. \| Donyell Malen \| 1 \| \| 3. \| Gastón Pereiro \| 1 \| \| 3. \| Pablo Rosario \| 1 \| \| Eigen doelpunten tegenstander \| \| \| \| Totaal \| Totaal \| 12 \| |                 |      |
| Nr. | Naam            | Goal |
| 1. | Luuk de Jong    | 4    |
| 1. | Hirving Lozano  | 4    |
| 3. | Steven Bergwijn | 1    |
| 3. | Donyell Malen   | 1    |
| 3. | Gastón Pereiro  | 1    |
| 3. | Pablo Rosario   | 1    |
| Eigen doelpunten tegenstander |                 |      |
| Totaal | Totaal          | 12   |

## Assists
| Nr.    | Naam            | Assist |
| ------ | --------------- | ------ |
| 1.     | Steven Bergwijn | 12     |
| 2.     | Angeliño        | 9      |
| 3.     | Hirving Lozano  | 8      |
| 4.     | Denzel Dumfries | 6      |
| 4.     | Luuk de Jong    | 6      |
| 4.     | Gastón Pereiro  | 6      |
| 7.     | Cody Gakpo      | 5      |
| 8.     | Érick Gutiérrez | 4      |
| 8.     | Donyell Malen   | 4      |
| 10.    | Jorrit Hendrix  | 3      |
| 10.    | Pablo Rosario   | 3      |
| 12.    | Michal Sadílek  | 1      |
| 12.    | Nick Viergever  | 1      |
| Totaal | Totaal          | 68     |

| Nr.    | Naam           | Assist |
| ------ | -------------- | ------ |
| 1.     | Mauro Júnior   | 2      |
| 2.     | Cody Gakpo     | 1      |
| 2.     | Michal Sadílek | 1      |
| 2.     | Jordan Teze    | 1      |
| Totaal | Totaal         | 5      |

| UEFA Champions League \| Nr. \| Naam \| \| \| ------ \| --------------- \| -- \| \| 1. \| Angeliño \| 2 \| \| 1. \| Luuk de Jong \| 2 \| \| 1. \| Gastón Pereiro \| 2 \| \| 4. \| Steven Bergwijn \| 1 \| \| 4. \| Jorrit Hendrix \| 1 \| \| 4. \| Hirving Lozano \| 1 \| \| 4. \| Pablo Rosario \| 1 \| \| Totaal \| Totaal \| 10 \| |                 |        |
| Nr. | Naam            | Assist |
| 1. | Angeliño        | 2      |
| 1. | Luuk de Jong    | 2      |
| 1. | Gastón Pereiro  | 2      |
| 4. | Steven Bergwijn | 1      |
| 4. | Jorrit Hendrix  | 1      |
| 4. | Hirving Lozano  | 1      |
| 4. | Pablo Rosario   | 1      |
| Totaal | Totaal          | 10     |

## Spelersstatistieken
Legenda
| - W = Wedstrijden - = Doelpunten | - = Gele kaarten (exclusief 2x geel) - = 2x gele kaart in 1 wedstrijd - = Rode kaarten (exclusief 2x geel) | - 0 (0) = Basisspeler (invalspeler) - Kaarten zijn bij elkaar opgeteld van alle officiële wedstrijden. |

| Nr. | Naam                   | Eredivisie | Eredivisie | KNVB Beker | KNVB Beker | Europa | Europa | Overige | Overige | Totaal | Totaal | Kaarten | Kaarten | Kaarten |
| Nr. | Naam                   | W          | Goal       | W          | Goal       | W      | Goal   | W       | Goal    | W      | Goal   |         |         |         |
| --- | ---------------------- | ---------- | ---------- | ---------- | ---------- | ------ | ------ | ------- | ------- | ------ | ------ | ------- | ------- | ------- |
| 1   | Jeroen Zoet            | 34         | 0          | 0          | 0          | 8      | 0      | 1       | 0       | 43     | 0      | 2       | 0       | 0       |
| 2   | Nicolas Isimat-Mirin   | 1          | 0          | 2          | 1          | 0 (3)  | 0      | 0       | 0       | 3 (3)  | 1      | 0       | 0       | 0       |
| 3   | Aziz Behich            | 0 (4)      | 0          | 2          | 0          | 0      | 0      | 0       | 0       | 2 (4)  | 0      | 1       | 0       | 0       |
| 4   | Nick Viergever         | 34         | 3          | 0          | 0          | 8      | 0      | 1       | 0       | 43     | 3      | 4       | 0       | 0       |
| 5   | Daniel Schwaab         | 31         | 1          | 0          | 0          | 7      | 0      | 1       | 0       | 39     | 1      | 2       | 0       | 0       |
| 6   | Angeliño               | 34         | 1          | 0          | 0          | 8      | 0      | 1       | 0       | 33     | 1      | 6       | 0       | 0       |
| 7   | Gastón Pereiro         | 23 (5)     | 10         | 0          | 0          | 7 (1)  | 1      | 1       | 0       | 31 (6) | 11     | 3       | 0       | 0       |
| 8   | Jorrit Hendrix         | 27 (2)     | 1          | 0          | 0          | 8      | 0      | 1       | 0       | 36 (2) | 1      | 4       | 0       | 0       |
| 9   | Luuk de Jong           | 34         | 28         | 0          | 0          | 8      | 4      | 1       | 0       | 44     | 32     | 6       | 0       | 0       |
| 10  | Maximiliano Romero     | 0 (1)      | 0          | 0          | 0          | 0 (1)  | 0      | 0       | 0       | 0 (2)  | 0      | 0       | 0       | 0       |
| 11  | Hirving Lozano         | 30         | 17         | 0 (1)      | 0          | 8      | 4      | 0 (1)   | 0       | 38 (2) | 21     | 7       | 0       | 0       |
| 13  | Eloy Room              | 0          | 0          | 2          | 0          | 0      | 0      | 0       | 0       | 2      | 0      | 0       | 0       | 0       |
| 14  | Donyell Malen          | 6 (25)     | 10         | 1 (1)      | 0          | 1 (7)  | 1      | 1       | 0       | 9 (33) | 11     | 4       | 0       | 0       |
| 15  | Armando Obispo         | 0          | 0          | 0 (1)      | 0          | 0      | 0      | 0       | 0       | 0 (1)  | 0      | 0       | 0       | 0       |
| 16  | Dante Rigo             | 1 (4)      | 1          | 1          | 0          | 0      | 0      | 0       | 0       | 2 (4)  | 1      | 0       | 0       | 0       |
| 17  | Steven Bergwijn        | 33         | 14         | 0          | 0          | 7      | 1      | 1       | 0       | 41     | 15     | 5       | 0       | 0       |
| 18  | Pablo Rosario          | 32         | 0          | 0          | 0          | 8      | 1      | 1       | 0       | 41     | 1      | 8       | 0       | 0       |
| 19  | Cody Gakpo             | 2 (14)     | 1          | 2          | 1          | 0 (1)  | 0      | 0       | 0       | 4 (15) | 2      | 0       | 0       | 0       |
| 20  | Trent Sainsbury        | 2 (3)      | 0          | 2          | 1          | 1 (1)  | 0      | 0       | 0       | 5 (4)  | 1      | 1       | 0       | 0       |
| 22  | Denzel Dumfries        | 34         | 4          | 0          | 0          | 8      | 0      | 1       | 0       | 43     | 4      | 6       | 0       | 0       |
| 23  | Bart Ramselaar         | 0 (4)      | 0          | 2          | 0          | 0 (1)  | 0      | 0       | 0       | 2 (5)  | 0      | 0       | 0       | 0       |
| 24  | Ramon Pascal Lundqvist | 0          | 0          | 0 (2)      | 1          | 0      | 0      | 0       | 0       | 0 (2)  | 1      | 0       | 0       | 0       |
| 25  | Érick Gutiérrez        | 5 (11)     | 3          | 2          | 1          | 1 (3)  | 0      | 0       | 0       | 8 (14) | 4      | 2       | 0       | 0       |
| 29  | Matthias Verreth       | 0 (1)      | 0          | 1 (1)      | 0          | 0      | 0      | 0       | 0       | 1 (2)  | 0      | 0       | 0       | 0       |
| 30  | Ryan Thomas            | 0          | 0          | 0          | 0          | 0      | 0      | 0       | 0       | 0      | 0      | 0       | 0       | 0       |
| 31  | Yanick van Osch        | 0          | 0          | 0          | 0          | 0      | 0      | 0       | 0       | 0      | 0      | 0       | 0       | 0       |
| 32  | Michal Sadílek         | 7 (4)      | 1          | 1          | 0          | 0 (1)  | 0      | 0       | 0       | 8 (5)  | 1      | 5       | 0       | 0       |
| 33  | Jordan Teze            | 0 (1)      | 0          | 1          | 0          | 0      | 0      | 0       | 0       | 1 (1)  | 0      | 0       | 0       | 0       |
| 38  | Dirk Abels             | 0          | 0          | 1          | 0          | 0      | 0      | 0       | 0       | 1      | 0      | 0       | 0       | 0       |
| 47  | Mauro Júnior           | 0 (4)      | 0          | 2          | 1          | 0 (1)  | 0      | 0 (1)   | 0       | 2 (6)  | 1      | 0       | 0       | 0       |
| 48  | Zakaria Aboukhlal      | 0 (1)      | 0          | 0          | 0          | 0      | 0      | 0       | 0       | 0 (1)  | 0      | 0       | 0       | 0       |
| 52  | Mohamed Ihattaren      | 4 (8)      | 0          | 0          | 0          | 0      | 0      | 0       | 0       | 4 (8)  | 0      | 0       | 0       | 0       |